# Луцьк
Луцьк (МФА: [ɫut͡sʲk] ( прослухати)) — місто на заході України, обласний центр Волинської області, адміністративний центр Луцького району та Луцької міської громади. Історичний, релігійний, політичний, освітній, промисловий та економічний центр Волині.

## Походження назви
Найпоширеніша версія повідомляє, що місцевість, де тепер розташований Луцьк, мала вигідне оборонне розташування — на півдні протікав Глушець, схід оточували непрохідні болота, а з півночі та заходу межі визначалися вигином («коліном» або «луком») річки Стир. Звідси й назва міста — Лучеськ, а потім Луцьк. Сучасні мешканці міста Луцька лучани зберегли незмінною стародавню назву племені «лучан», що мешкало на цьому вигині та в околицях.
Інша легенда пов'язує назву «Лучеськ» з ім'ям вождя східнослов'янського племені дулібів — Луки, який і започаткував стародавнє місто. Також існує версія начебто в давнину пастух Луцько знайшов у Стиру діжку, а в ній документ на право заснування міста, загублену перемилянами. Він віддав знахідку законним власникам, а ті назвали нове місто на честь пастуха Луцьком.

## Історія

### Давньоруський період
Вперше згадка про Луцьк з'явилася в Іпатіївському літопису (датована 1085 роком), де вже тоді вказаний як досить істотно розвинене місто, що мало князівську резиденцію та віче. Близько 1000 року Володимир I Великий приєднав Волинь до Київської Русі й збудував у Луцьку дерев'яну фортецю, що згодом перетворилася на істотну перепону на шляху загарбників. Луцький замок витримав облоги військами Юрія Долгорукого в 1150 і потім галицького князя Володимира Володаровича спільно з Юрієм Долгоруким у 1155.
Місто тривалий час було нездоланною перепоною на шляху татаро-монгольської орди. Уже в ті часи Луцьк відігравав роль економічного та адміністративного центру Волинського князівства, що було в складі Галицько-Волинської держави (з 1253, після коронації великого князя Данила Романовича — Королівства Русі). В 1255 році околиці Луцька були спустошені походом литовського князя Міндовга, але нападників вдалося загнати в озеро, де вони потонули. Пізніше місто невдало брав штурмом хан Куремса. Проте в 1259 році укріплення Луцька було розібрано на вимогу монгольського воєводи Бурундая, що підтримали князі Лев і Василько. Місто, однак, лишилося у володінні волинських князів.
1340 року по смерті володимирського князя Юрія-Болеслава Тройденовича луцький князь Дмитро-Любарт отримує статус великого князя, а Луцьк здобуває статус столиці Галицько-Волинського князівства. Тоді ж зводиться резиденція князя Любарта — цегляний Луцький замок. Це одна з небагатьох давніх споруд готичного стилю, які збереглися в Україні. Замок має три вежі: В'їзну, Владичу та Стирову. Всередині замку розташовувався кафедральний собор Іоанна Богослова — храм класичного візантійського стилю. У XV столітті в ньому висвячували московських єпископів. З амвона церкви виголошував свої палкі проповіді Петро Могила. Розкопки давнього храму в середині 80-х років XX століття виявили за апсидою церкви поховання титулованих осіб, зокрема — князя Ізяслава Інгваровича, син Інгвара Ярославича, який загинув під час битви на річці Калка. Історики припускають, що саме тут був похований і Великий князь Любарт.

### ВКЛ та Польське Королівство

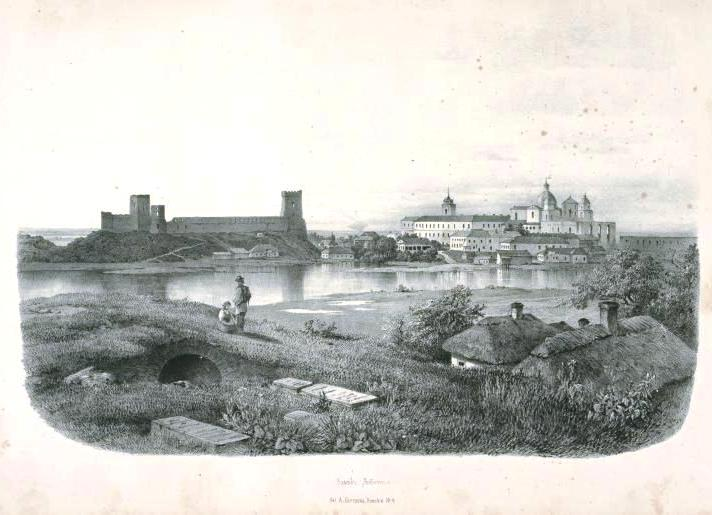
Замок Любарта (мал. Помпея Батюшкова)

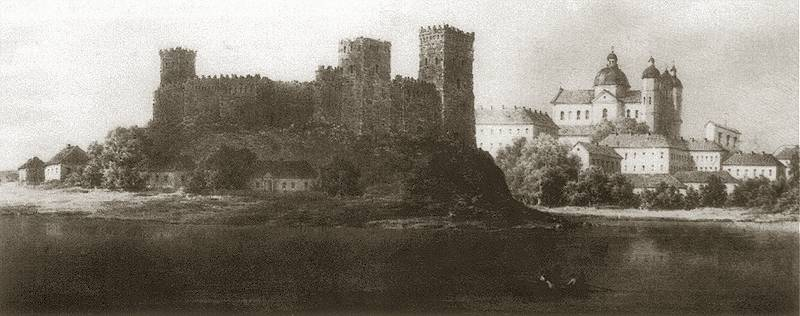
Луцьк (мал. Наполеона Орди)

Можливо, у листопаді 1386 року після Кревської унії король Польщі Ягайло відібрав у князя Федора Любартовича частину його спадкового князівства (волость) з Луцьком. За відомостями, зокрема, Яна Длуґоша, Ягайло також призначив державцем Луцька польського шляхтича Кшеслава з Курозвенк, намагаючись перетворити Волинь у провінцію Польського Королівства. Михайло Грушевський припускав, що це надання шляхтичу відбулось перед наданням Луцька з волостю в управління Вітовта.
1388–1430 — роки князювання литовського князя Вітовта, сина Кейстута, який обрав Луцьк другою після Вільно своєю резиденцією й місто практично стало столицею Литовського князівства. Разом з Вітовтом до Луцька приїздять вірмени. Вони були чудовими будівничими — майже усі кам'яні споруди Луцька, Львова, Кам'янця-Подільського зведені саме вірменами. Тогочасний Луцьк — місто напрочуд інтернаціональне. У мирі та злагоді тут мешкали українці, поляки, євреї, караїми. Кожна громада мала свою святиню (церкву, синагогу, кірху, кенасу), систему податей та особливі архітектуру й планування кварталів. 1429 року в Луцьку відбувається з'їзд наймогутніших монархів Європи з метою обговорення проблем захисту Європи від османських завойовників. 28 липня 1497 р. в таборі коло Заслава великий князь литовський Олександр видав грамоту на переведення Луцька з волинського на магдебурзьке право. Луцьк пережив війну 1431 року. 4 вересня 1437 року князь Свидригайло уклав у Львові «провізоричну» угоду з «польськими панами», за якою олеський староста Ян з Сєнна і Олеська та каштелян мендзижецький Вінцентій з Шамотул зайняли Луцьк. За даними Яна Длуґоша, у січні 1438 року вони віддали місто князю Сигізмунду Кейстутовичу.
Саме тут українська політична верхівка переховувалася від татарського війська наприкінці XV століття. Відомо, зокрема, що 1506 р. старостою луцьким був Федор (Федько) Янушкевич, а з 1507 р. Острозький Костянтин Іванович. Звідси поширювалась культура на решту русинських земель, зокрема — Волинське право й Волинський статут. Тодішній Луцьк у колі інтересів не лише Великого Литовського князівства, а й могутніх Московської держави, Королівства Польща та Австрійської монархії Габсбургів. Тут свою резиденцію влаштовує й польський королівський канцлер Альбрехт Радзивілл.
Починаючи з кінця XVI ст. Луцький замок втрачає значення оборонної твердині, проте місто залишається світською та духовною столицею краю. З огляду на велику кількість сакральних споруд сучасники називають його «Римом Волині», а польський поет Себастіян Кленович так згадує про Луцьк: «Хто ж міг би минути Луцьк, місто пісні достойне?» (1584 р.)
Активні торговельні зв'язки також певною мірою зумовили строкатий національний склад тогочасного Луцька. Окрім українців, тут проживали литовці, поляки, вірмени, кримські татари, євреї та караїми.

### Річ Посполита
1569 року внаслідок Люблінської унії волинські землі переходять під владу Польщі, а Луцьк стає столицею новоутвореного Волинського воєводства та резиденцією воєвод. Місто поступово полонізується, оскільки правові гарантії руської шляхти й руського духовенства залишились лише на папері.
Прибулі на конвокаційний сейм 1573 року посли князя Юрія Слуцького з Луцька передали коронним сенаторам лист, у якому Юрій Слуцький віддавав під опіку сенату своє князівство й просив місце в сенаті.
22 жовтня 1576 р. Стефан Баторій затверджує грамоту Сигізмунда Августа, видану в Любліні 15 липня 1560 р., у якій підтверджуються та повторюються дві грамоти: 1. Великого литовського князя Олександра, видана в таборі біля Заславля 28 липня 1497 р., про переведення Луцька з руського чи волинського права на магдебурзьке і заснування в ньому війтівства. 2. Великого литовського князя Олександра, видана у Вільно 20 березня 1503 р., про підтвердження всіх привілеїв, вільностей і грамот, наданих його попередниками луцьким міщанам. В грамоті зазначено, що вона видана на генеральному сеймі, який відбувся в Торуні.
1578 р. Королівський секретар Василь Красенський продає луцькому старості, ключнику і городничому Олександру Жоравницькому війтівство в м. Луцьку за 12 000 кіп грошів литовських.
1595 року місто здобувають козаки Северина Наливайка.
З метою опору спольщенню та Берестейській церковній унії (1596 р.) в Луцьку на початку XVII ст. виникає православне братство.
У 1602 році луцьким старостою та ключником був Микола Семашко.
1 вересня 1619 року Луцьке православне братство отримало офіційне визнання короля з наданням привілею на будівництво церкви й притулку.

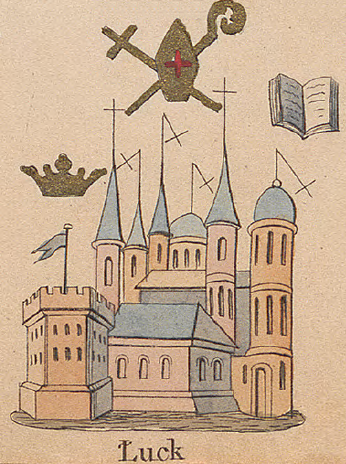
Луцьк на мапі Зигмунда Герстмана

Волинська шляхта на Луцькому сеймику 1645 року протестувала проти рішення Любельського трибуналу, за яким в Кисилині мали бути закриті аріянські збір та школа, шляхтич-аріянин Юрій Чаплич-Шпанівський мав заплатити Луцькій католицькій капітулі 500 золотих червоних, 500 — суду у Володимирі, всі провідники-аріяни мали бути видалені з міста.
1648 — повстання проти гніту шляхти.
В місті відбувалися сеймики Київського воєводства під час повстання Богдана Хмельницького: в березні 1649 року (вислав Стефана Немирича з Томашем Казимірським делегатами до короля з проханням військової допомоги), у 1650 році (доручив Юрію Немиричу оборону київського Полісся).
Кінець XVII—XVIII ст. — час повільного занепаду Луцька. Часті пожежі, повені, епідемії спустошують його. Поступово згасає в місті культурне та релігійне руське (українське) життя. В канцеляріях й установах воєводства руську (українську) мову заміняє польська, а урядовцями стають поляки.
1706 року внаслідок шведського загарбання місто зазнає значних спустошень.

### Російська імперія

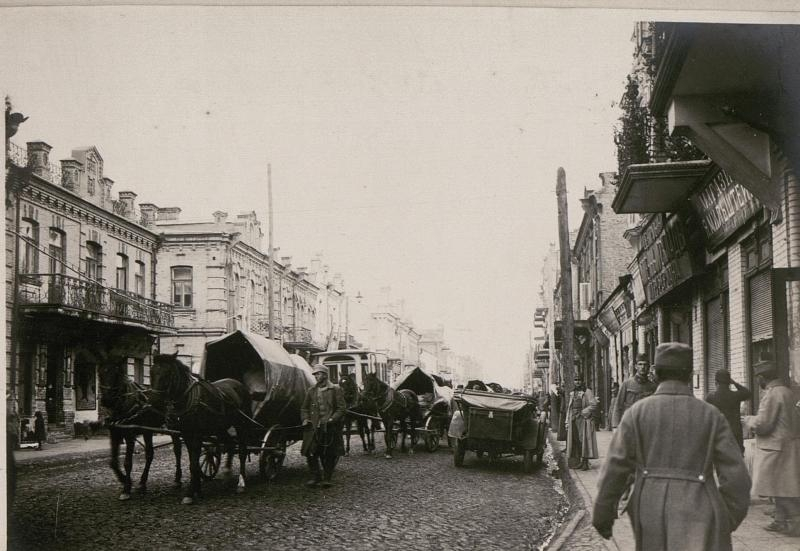
Луцьк на початку XX ст.

1795 — III поділ Польщі. Луцьк разом з рештою Західної Волині анексовано Російською імперією. Центром новоутвореної Волинської губернії стає Житомир, а Луцьк залишається центром повіту.
У XIX ст. економічне та суспільне життя міста не пожвавилося. Лише з побудовою в дев'яностих роках XIX ст. гілки Південно-Західної залізниці починається економічне піднесення Луцька. На той час (1895 р.) кількість мешканців становила 15125 осіб.
Влітку 1890 року цар Олександр III, який перебував у місті під час військових маневрів, був здивований, що до повітового Луцька немає залізниці. Імператор наказав негайно виправити цей недолік. З Барановичів викликали спецбатальйон для будівництва залізниці. На земляні роботи було мобілізовано місцевих селян. 11 верст колії побудували в найкоротший термін і 10 вересня 1890 року перший потяг прибув до Луцька.
До 1880-х у Луцьку вже працювало нічне гасове освітлення вулиць. У 1909 році з ініціативи інженера Альфонса Яра збудовано теплоелектростанцію та встановлено електричні дугові ліхтарі.
Під час першої світової війни Волинь стає тереном запеклих боїв. У серпні 1915 р. Луцьк був захоплений австрійськими військами. Влітку 1916 року в околицях Луцька стався відомий Брусиловський прорив, що увійшов в історію Першої світової війни.

### Українська революція
Після Лютневої революції 1917 року та з початком Української революції над Луцьком вперше замайорів синьо-жовтий прапор. Місто увійшло до складу Української Народної Республіки та стало центром новоствореної адміністративно-територіальної одиниці Волинь. У квітні 1917 р. в місті постає перше українське соціально-політичне товариство «Українська Громада». За гетьманату в серпні 1918 р. було утворено «Просвіту». З початком Першої радянсько-української війни, 9 січня 1918 році Луцьк опиняється під радянською окупацією. 18 лютого 1918 року на боці УНР у війну входить Німецька імперія, 25 лютого — Австро-Угорщина. 19 лютого 1918 року німецькі війська увійшли до Луцька і Рівного, унаслідок чого місто деокуповується. У 1918 році, протягом Польсько-української війни польські війська займають місто. 25-тисячне угруповання завдало сильного удару по обороні 3-го корпусу, 16 травня командири змушені здатися в польський полон за наказом генерала Осецького; у Луцьку в полон здалися близько тисячі солдатів і понад 100 офіцерів армії УНР.
Згідно з Ризьким договором 1920 р. західна Волинь переходить до складу Другої Речі Посполитої. 1921 — за умовами Ризького договору Луцьк опинився у складі Польщі. У березні 1921 р. Луцьк стає столицею нового Волинського воєводства.

### Польська Республіка

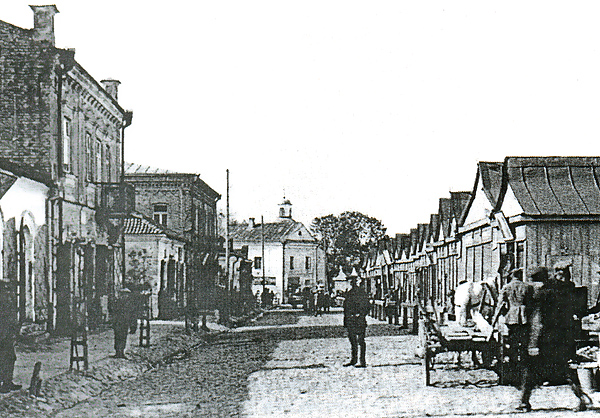
Луцьк у 1925 р.

Волинь перетворилася на сировинний придаток Речі Посполитої, що зумовило занепад підприємництва. Водночас Луцьк після утворення воєводства відразу почав відбудовуватися після серйозних воєнних руйнувань. Споруджується багато нових будівель для новоутворених воєводських і міських установ. Зведені в той час будівлі переважно в стилі тогочасного популярного конструктивізму й сьогодні є помітними в образі міста, наприклад, школа № 1, Національний банк, поштамт, міська рада (колишній поштамт), дирекція «Укртелекому», Волинський краєзнавчий музей (колишнє земельне управління), будинок офіцерів (колишній земельний банк), старий корпус університету (колишня гімназія), приміщення СБУ (колишня Polska Macierz Szkolna).
Будуються цілі житлові дільниці для офіцерів (між проспектом Перемоги та вул. 8 Березня) та держслужбовців (між вул. Шопена та Ярощука). З того ж періоду походить переважна забудова вулиць Кривий Вал, Винниченка, Сенаторки Левчанівської, Ярощука, Шопена. У місті відкриваються польські та європейські банки, численні торговельні фірми, летовище. Тоді ж були прокладені мережі водопостачання та каналізації, побудовано дві електростанції, прокладалися нові й покривалися бруківкою центральні вулиці. У Луцьку з'явилося 6 лікарень, у тому числі туберкульозний диспансер і медичний заклад у Липинах. Побудували велотрек (зараз — стадіон «Авангард»), спортзал із басейном (нині — юнацько-спортивна школа), міст Бема, Братський міст, колишні кінотеатри «Батьківщина», «Мир», «Зміна», провели реконструкцію міського (тепер — лялькового) театру. У цей же час у місті працює Луцька повітова «Просвіта».
За польського володарювання, з 1921 року, в Луцьку масово почалася електрифікація. Було організовано краєзнавчий музей. 9 серпня 1928 року Луцьк отримав залізничне сполучення зі Львовом, відкриваються річкові пасажирські перевезення до Колок та Пінська та регулярне міжміське автобусне сполучення. 11 квітня 1930 р. територія міста значно зростає за рахунок приєднання довколишніх сіл. Чисельність мешканців міста зростає з 30 тис. одразу після війни до 40 тис. у 1939 р.
У 1928—38 роках посаду Волинського воєводи займав Генрик Юзевський — відомий державний діяч Польщі та колишній віцеміністр внутрішніх справ в уряді УНР, який мав багато заслуг у справі економічного розвитку краю та добросусідства та взаєморозуміння між українцями та поляками.
В другій половині 1930-х років у Луцьку працював танковий завод, де з готових частин збирали польські легкі танки 7ТР.

### Радянський період

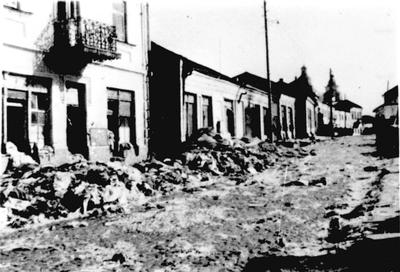
Луцьке гетто, 1942 р.

#### Друга світова війна
На початку війни в Луцьку, на тодішньому вокзалі, тимчасово зберігалася велика частина золотого запасу Польщі — 80 тонн золота.
Восени 17 вересня 1939 р. місто було окуповане РСЧА — до 17 години 18 вересня танкова бригада й розвідувальний батальйон 45-ї стрілецької дивізії без бою вступили в Луцьк, де взято в полон 9 тисяч польських вояків, захоплено 7 тисяч гвинтівок, 40 кулеметів, 1 танк і 4 ешелони військового майна. 27 листопада місто стає центром Волинської області, яку склала західна частина колишнього Волинського воєводства. Відкривається Волинський обласний музично-драматичний театр за Ухвалою Ради Народних комісарів УРСР.
25 червня 1941 року — місто було окуповане німецькими військами. Ключовою битвою на цьому напрямку була Битва під Дубном. Цьому передувала жахлива подія — 23 червня вояками НКВС на подвір'ї Луцької тюрми було безсудно страчено близько 3 тисяч в'язнів.
1 вересня 1941 року у німецькій окупації Луцьк став адміністративним центром Луцької округи, а 19 червня 1942 — столицею генеральної округи Волинь-Поділля. Під час німецької окупації в місті було утворено кілька єврейських гетто, у яких перебували близько 17 тисяч євреїв. У 1942 році вони були знищені. Їхні будинки розгромлено, синагоги пограбовано. Із кількох десятків синагог, які діяли перед війною, залишилося небагато. Під час Другої світової війни німецький гарнізон у містечку налічував 10 000 осіб. Унаслідок бойових дій було втрачено Луцький ливарно-технічний завод, пивзавод.
11 лютого 1944 місто знову займається радянськими військами.

#### Повоєнний період

Луцьк у 1980-і рр.

У повоєнний період Луцьк поступово відбудовується й оновлюється. Місто переобладнується під важку промисловість, нехтуючи господарськими товарами. Вже в перші роки після війни працював Луцький цегельний завод, стала діяти швейна фабрика, Луцький м'ясо- і птахокомбінат, Луцький хімлісгосп. 1946 року в місті відкрився перший в області протитуберкульозний диспансер. У 1950-х роках з невеличких луцьких майстерень організували машинобудівний завод, згодом — автомобілебудівний. В 1952 запустили Луцьку торф'яну електростанцію. Разом з тим повільно розвивалося житлове будівництво, не було належно облаштованого громадського транспортного сполучення з іншими населеними пунктами.
Особливо бурхливо місто розвивається в 60–70-х роках XX ст. Тоді ж почалося будівництво потужних підприємств: підшипникового заводу, меланжевої фабрики та інших промислових об'єктів, що призвело до стрімкого росту населення. Розгорнулася забудова великих житлових масивів: Завокзального та Гнідавського. 1973 року було затверджено нові межі міської території. Цехи, що лишилися від польського танкобудівного заводу, стали основою для авіаційного заводу «Мотор». Автомобільний завод ЛуАЗ виробляв легкий автомобіль 969М «Волинянка», що в 1978 році на Туринській виставці в Італії був визнаний одним з 10-и найкращих авто Європи.
У 1970-х роках Луцьк здобув статус одного з «найзеленіших» міст СРСР за численні рослинні насадження.

### Незалежна Україна

Центр Луцька в 2011 р.

#### Кінець XX— початок XXI століття
Зі здобуттям Україною незалежности Луцьк зберігає провідні позиції в політичному, економічному, культурному та релігійному житті Волині. Місто — одне з найбільших у західній частині України (понад 221 тис. мешканців). Прикордонне розташування Волині робить Луцьк центром міжнародної торгівлі.
Від проголошення незалежності України місто поступово позбувалося символів радянського минулого: комуністичних назв вулиць, пам'ятників радянським діячам. Докорінно змінився вигляд проспекту Волі та вулиці Братковського, оновили вулиці Богдана Хмельницького, майдан Ринок, Театральний майдан. Малюнок Луцького замку прикрасив банкноти номіналом 200 гривень. З 2015 року було збудовано низку житлових комплексів з розвиненою інфраструктурою. Фінансування ОСББ посприяло швидкому благоустрою старих жител і навколишніх територій. Систематично ремонтувалися дороги та встановлювалося нове вуличне освітлення.
Луцьк став розвиватися також як культурний і туристичний центр, місце проведення фестивалів і зібрання видатних творів українського мистецтва.

2019-го року після приєднання Прилуцької сільської ради площа міста збільшилась із 42 км² до 72 км². Новоутворений район отримав назву Прилуцький старостинський округ.
За час пандемії коронавірусної хвороби COVID-19 в Луцьку з грудня 2019 року по березень 2022 року захворіло 17 тис. людей, померло 290. Підтверджено одужання 14 тис. Діяли пункти вакцинації, під які облаштували і громадські заклади на додаток до медичних. Так, один з пунктів відкрився в Волинському обласному музично-драматичному театрі імені Тараса Шевченка. У листопаді 2020 Луцьк опинився в «червоній» карантинній зоні, де заборонялася прийом відвідувачів у закладах громадського харчування, проведення масових заходів, відвідування більшості закладів освіти, діяльність ринків (крім продовольчих). При цьому міська рада ухвалила рішення не обмежувати доступ до громадського транспорту Луцька пасажирам, які не мали сертифікату про вакцинацію, ПЛР-тесту або довідки про перенесення хвороби. В грудні 2020 року місто вийшло з «червоної» зони.

#### Російсько-українська війна
Під час російського вторгнення в Україну, російські війська двічі завдали ракетного удару по Луцькому військовому аеродрому: 24 лютого та 11 березня. Ці атаки належали до серії ударів по українських військових об'єктах. 27 березня ворог атакував ракетами луцьку нафтобазу. 22 жовтня було завдано ракетного удару по об'єкту енергетичної інфраструктури.
Місто стало приймати вимушених переселенців з регіонів України, постраждалих від війни, у гуртожитки та хостели. Станом на 28 березня таких людей у Луцьку та області налічувалося близько 15 000 осіб, а вже до 9 червня їх кількість збільшилася до близько 68 000 осіб У місті сформували батальйон оперативного реагування «Луцьк», проводяться навчання дій в умовах воєнного стану. Також під час війни до Луцька переїхала низка підприємств та закладів, зокрема луна-парк з Києва, та Донецький національний технічний університет з Покровська (раніше — з Донецька).
У ніч проти 9 липня 2025 року російські окупанти здійснили рекордну атаку по Україні, випустивши загалом 741 дрон. Основним напрямком масованого удару стала Волинська область, зокрема — місто Луцьк. Внаслідок атаки сталося загоряння на території гаражного кооперативу та на одному з приватних підприємств.

## Географія

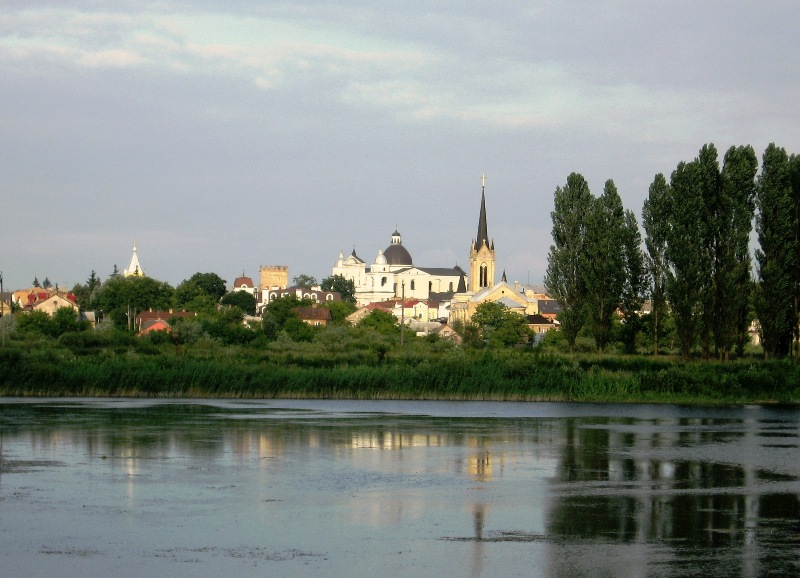
Панорама Старого міста з лівого берега річки Стир

### Розташування
Луцьк розташований на північному заході України. Із заходу на схід, із півночі на південь він розкинувся відповідно на 10 і 15 км. Місто розташоване у поліській лісовій і лісостеповій фізикогеографічних зонах.

### Клімат
Клімат Луцька помірно-континентальний, з м'якою зимою та теплим літом.
Середньорічна температура повітря становить 7,4 °С, найнижча вона в січні (-4,9 °С), найвища — в липні (18,0 °С).

#### Температура
Найнижча середньомісячна температура повітря в січні (-14,0 °С) зафіксована в 1987 р., найвища (2,0 °С) — в 2007 р. Найнижча середньомісячна температура в липні (15,8 °С) спостерігалась у 1962 р. й 1979 р., найвища (21,4 °С) — в 1959 р. Абсолютний мінімум температури повітря (-33,6 °С) зафіксовано 11 лютого 1929 р., абсолютний максимум (36,2 °С) — 20 серпня 1946 й 16 серпня 1952 рр.
В останні 100—120 років температура повітря в Луцьку, як і в цілому на Землі, має тенденцію до підвищення. Протягом цього періоду середньорічна температура повітря підвищилася щонайменше на 1,0 °С. Більшим, у цілому, є підвищення температури в першу половину року.

#### Опади
У середньому за рік у Луцьку випадає 560 мм атмосферних опадів, найменше — у березні, найбільше — в липні.
Мінімальна річна кількість опадів (310 мм) спостерігалась у 1961 р., максимальна (822 мм) — в 1931 р. Максимальну добову кількість опадів (114 мм) зафіксовано 4 серпня 1959 р. У середньому за рік у місті спостерігають 148 днів з опадами; найменше їх (10) у серпні, найбільше (16) — у грудні. Щороку в Луцьку утворюється сніговий покрив, проте його висота незначна.
Відносна вологість повітря в середньому за рік становить 78 %, найменша вона у травні (64 %), найбільша — у грудні (89 %).

#### Хмарність та вітри
Найменша хмарність спостерігається в серпні, найбільша — в грудні. Найбільшу повторюваність у місті мають вітри із заходу, найменшу — з північного сходу. Найбільша швидкість вітру — у листопаді, найменша — влітку. У січні вона в середньому становить 4,1 м/с, у липні — 2,8 м/с.

#### Спостереження за погодою
Спостереження за погодою в Луцьку веде метеостанція в Підгайцях.
| Клімат Луцька 2020                                                   | Клімат Луцька 2020 | Клімат Луцька 2020 | Клімат Луцька 2020 | Клімат Луцька 2020 | Клімат Луцька 2020 | Клімат Луцька 2020 | Клімат Луцька 2020 | Клімат Луцька 2020 | Клімат Луцька 2020 | Клімат Луцька 2020 | Клімат Луцька 2020 | Клімат Луцька 2020 | Клімат Луцька 2020 |
| Показник                                                             | Січ.               | Лют.               | Бер.               | Квіт.              | Трав.              | Черв.              | Лип.               | Серп.              | Вер.               | Жовт.              | Лист.              | Груд.              | Рік                |
| Середній максимум, °C                                                | 0,9                | 0,8                | 6,4                | 14,0               | 19,1               | 22,3               | 24,2               | 23,8               | 18,5               | 12,3               | 6,5                | 1,3                | 12,5               |
| Середня температура, °C                                              | −3,1               | −1,9               | 2,4                | 9,3                | 14,7               | 18,1               | 20,0               | 19,5               | 14,5               | 8,8                | 4,1                | −0,6               | 8,8                |
| Середній мінімум, °C                                                 | −5,5               | −4,8               | −1,6               | 4,2                | 9,6                | 13,3               | 15,5               | 14,9               | 10,5               | 5,6                | 1,8                | −2,8               | 5,0                |
| Середня кількість сонячних годин на місяць                           | 31,2               | 28,8               | 76,8               | 127,2              | 141,6              | 129,6              | 175,2              | 225,6              | 177,6              | 192,0              | 93,6               | 40,8               | 1,440,0            |
| Норма опадів, мм                                                     | 45                 | 42                 | 50                 | 52                 | 80                 | 83                 | 107                | 76                 | 72                 | 51                 | 48                 | 49                 | 755                |
| Днів з дощем                                                         | 6,4                | 6,2                | 9,8                | 11,1               | 15,5               | 16,4               | 16,2               | 12,5               | 11,3               | 9,5                | 9,3                | 6,6                | 130,8              |
| Днів зі снігом                                                       | 7,8                | 8,1                | 3,9                | 0,6                | 0,0                | 0,0                | 0,0                | 0,0                | 0,0                | 0,0                | 2,4                | 7,0                | 29,8               |
| Вологість повітря, %                                                 | 84                 | 82                 | 75                 | 67                 | 67                 | 68                 | 71                 | 68                 | 73                 | 77                 | 84                 | 83                 | 74.9               |
| -------------------------------------------------------------------- | ------------------ | ------------------ | ------------------ | ------------------ | ------------------ | ------------------ | ------------------ | ------------------ | ------------------ | ------------------ | ------------------ | ------------------ | ------------------ |
| Джерело: Кліматичні дані Луцька на сайті «https://www.meteoblue.com» |                    |                    |                    |                    |                    |                    |                    |                    |                    |                    |                    |                    |                    |

## Природа

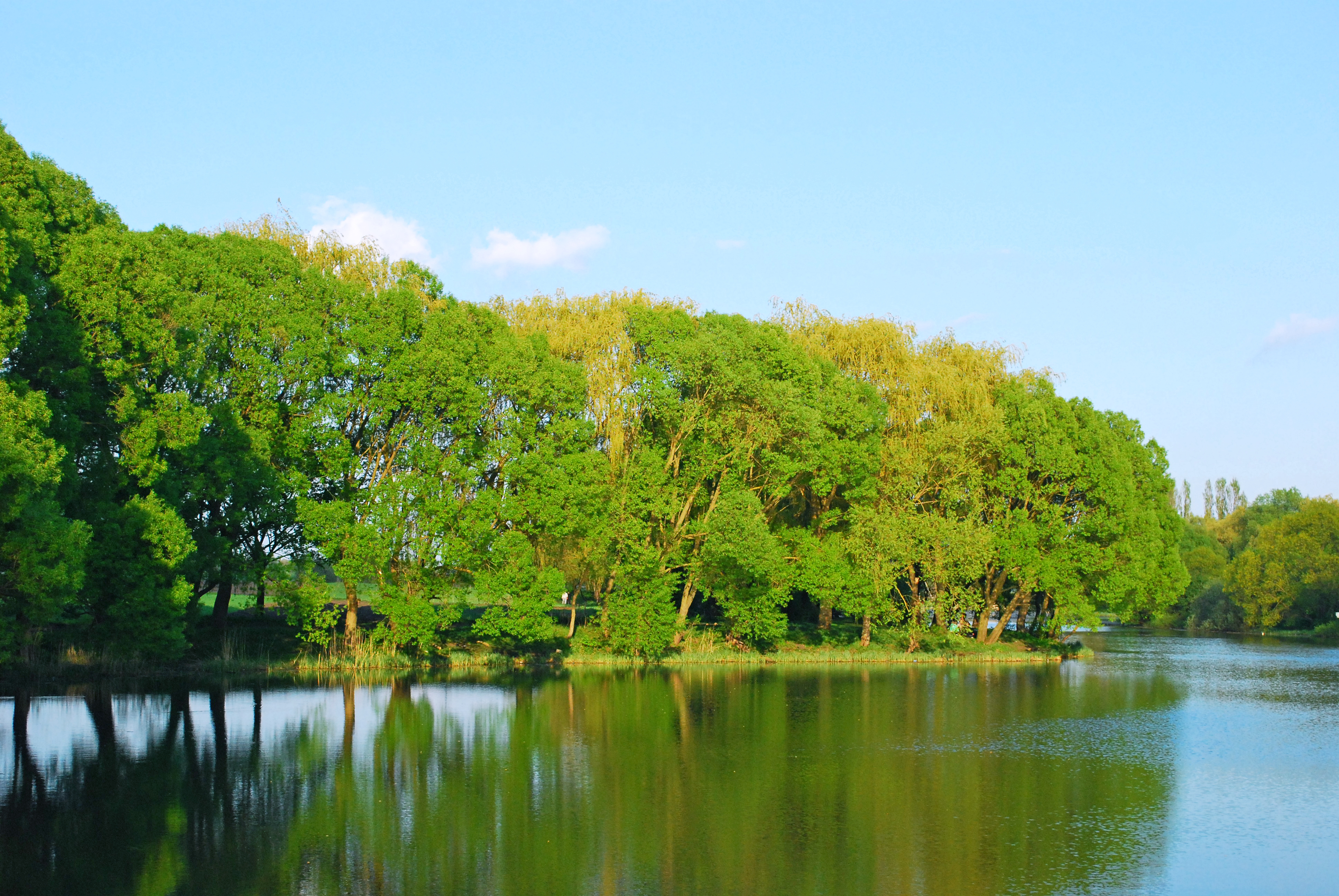
Теремнівські ставки

### Природно-заповідний фонд
- Загальнозоологічні заказники: Гнідавське Болото[59].
- Орнітологічні заказники: Пташиний Гай
- Ботанічні пам'ятки природи: Дубовий Гай, Дуб плакучої форми, Лесин ясен, Меморіал, Платан західний
- Гідрологічні пам'ятки природи: Теремнівські ставки[59].
- Ботанічні сади: «Волинь» (загальнодержавного значення)

### Гідрографія
Річки. Через Луцьк протікає судноплавна річка Стир (притока Прип'яті, басейн Дніпра), а також на території міста є три малі річки: Сапалаївка (довжина — 12,4 км) — права притока р. Стир; Омеляник (12,6 км) та Жидувка (4 км) — ліві притоки р. Стир..
Гідрологічні пам'ятки природи. До об'єктів гідрографічної мережі належать гідрологічна пам'ятка природи місцевого значення — Теремнівські ставки (2 ставки площею 6 га, збудовані в 1993 році на річці Сапалаївка), а також загальнозоологічний заказник місцевого значення Гнідавське болото (площею 116,6 га, заснований у 1995 р.), який гідрологічно зв'язаний з Стиром на лівому березі системою меліоративних каналів.
Загальна площа водоохоронних зон річок, що протікають територією Луцька, становить 450 га. Площа водних об'єктів міста — понад 100 га.
Водопостачання. У Луцьку обліковано понад 100 артезіанських свердловин господарсько-питного водопостачання.
Водопостачання міста здійснюється за рахунок підземних вод — водоносних горизонтів мергельно-крейдових відкладів. Питна вода — досить високої якості.

## Населення

### Чисельність
Станом на 1 січня 2022 року кількість населення Луцької міської територіальної громади складала 244 678 осіб, в місті Луцьку 215 986 осіб. Густота населення територіальної громади складала 640 осіб на 1 км². Площа Луцької міської територіальної громади складала 38 257,43 га (382,57 км²). Після приєднання Прилуцької сільської ради в 2019 році площа, котрою керує Луцька міська рада і Луцький міський голова зросла на 32 км².
Динаміка чисельності населення міста у 1858—2021 рр. [Архівовано 2 лютого 2014 у Wayback Machine.]

### Національний склад
|          | 1959 | 1989 | 2001 |
| -------- | ---- | ---- | ---- |
| українці | 76,0 | 86,0 | 92,5 |
| росіяни  | 19,0 | 11,9 | 6,2  |
| білоруси | 1,6  | 0,9  | 0,5  |
| поляки   | 1,0  | 0,3  | 0,2  |
| євреї    | 1,4  | 0,2  | 0,04 |

Згідно з опитуванням, проведеним Соціологічною групою «Рейтинг» у січні-лютому 2017 року, українці становили 97 % населення міста, росіяни — 2 %.

### Мовний склад
Розподіл населення за рідною мовою за даними перепису 2001 року:
Рідна мова населення за даними перепису 2001 року:
| Мова       | Чисельність, осіб | Відсоток, % |
| ---------- | ----------------- | ----------- |
| Українська | 190 926           | 92,87 %     |
| Російська  | 13 958            | 6,79 %      |
| Інше       | 701               | 0,34 %      |
| Разом      | 205 585           | 100,00 %    |

Українська мова є основною та єдиною офіційною мовою міста.
Згідно з опитуванням, проведеним Соціологічною групою «Рейтинг» у січні-лютому 2017 року, українською вдома розмовляли 92 % населення міста, російською — 3 %, українською та російською в рівній мірі — 5 %.
Згідно з опитуванням, проведеним Міжнародним республіканським інститутом у квітні-травні 2023 року, українською вдома розмовляли 98 % населення міста, російською — 1 %.
Згідно з опитуванням, проведеним Міжнародним республіканським інститутом у квітні-травні 2024 року, українською вдома розмовляли 98 % населення міста, російською — 4 % (на відміну від опитування 2023 року було дозволено вибір кількох варіантів).

## Економіка

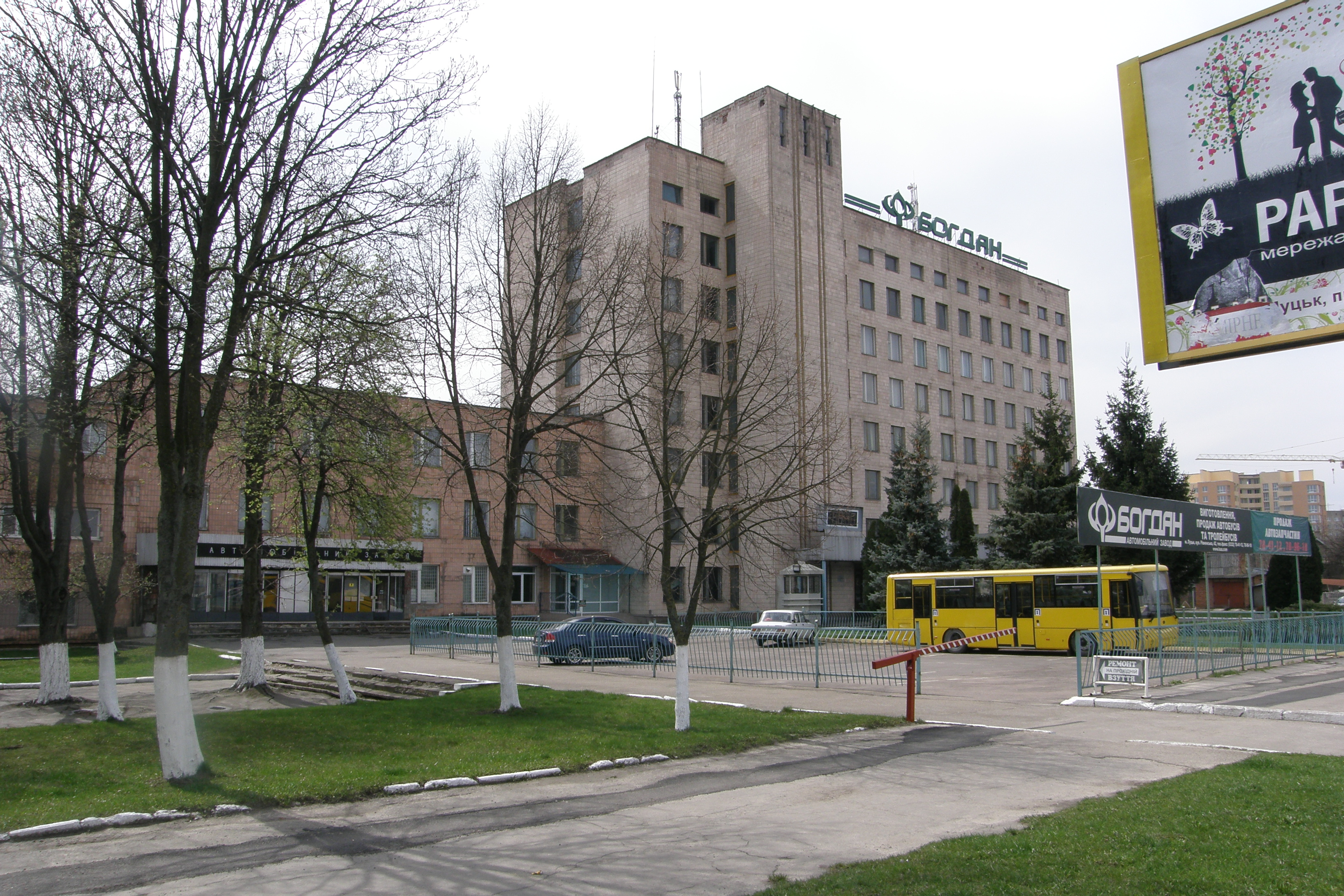
Луцький автомобільний завод «Богдан»

У м. Луцьку фінансові послуги надає мережа українських банків: ПриватБанк, Ощадбанк, А-Банк, Кредобанк, Укргазбанк, УкрСиббанк, ПУМБ та інші. Всього 25 банків. За кількістю відділень і банкоматів лідерські позиції займають ПриватБанк та Ощадбанк.

### Промисловість
Луцьк є ядром Луцького промислового вузла, у який входить також місто Ківерці. Основні галузі:
- Провідною галуззю є «машинобудування й металообробка» (заводи: Луцький автомобільний, Луцький ремонтний завод «Мотор», підприємство «Модерн-Експо», підшипниковий, електроапаратний, комунального машинобудування та комунального обладнання, виробничо-наукове об'єднання «Електротермометрія») незалежний трейдер нержавіючого та алюмінієвого прокату «Метал-Альянс»;
- є підприємства «хімічної промисловості», представлені заводом пластмасових виробів;
- підприємства «будівельної промисловості» («Волиньзалізобетон», заводи великопанельного домобудування, картонно-руберойдовий і силікатний);
- «легка промисловість» (виробничо-торгове шовкове об'єднання та виробниче швейне об'єднання «Волинь», взуттєва фабрика, завод синтетичних шкір);
- «деревообробна промисловість» (меблевий і тарно-бочарний комбінати);
- «харчова промисловість» (зокрема консервний завод, «Харчепродукт», завод продтоварів, хлібо-, молоко- та маслозаводи)[71];
- виробництво сувенірів.

### Зовнішньоекономічна діяльність
Обсяг експорту товарів з Луцька в 2021 році становив $193,8 млн, імпорту — $1288,6 млн. Підприємствами міста сформовано 23,3 % загальнообласного обсягу експорту товарів та 71,1 % — імпорту. Головними партнерами в експорті серед країн-членів ЄС є Польща, Німеччина, Австрія та Швеція. Більшість імпорту складають мінеральні палива, нафта і продукти її перегонки, а також засоби наземного транспорту. Станом на 2019 рік найбільше імпорту відбувалося з країн ЄС та Білорусі.
Іноземні інвестиції станом на 2019 рік здійснювали партнери з 24-х країн світу. Основними інвесторами були нерезиденти з Кіпру, Швеції, Німеччини, Словаччини, Віргінських Островів, Польщі. На них припадало майже 94,0 % загального обсягу прямих інвестицій. Найбільше інвестовано з Кіпру — $39,1 млн.

## Транспорт

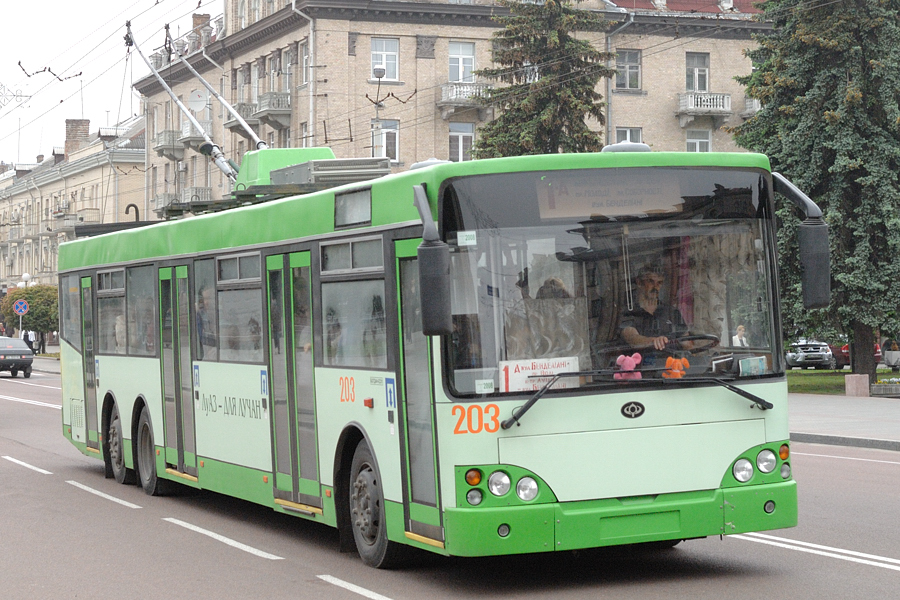
Луцький тролейбус

### Автомобільний
Містом курсують маршрутні таксі та тролейбуси. Діють дві автостанції. Рух тролейбусів розпочато в 1972 році. Тролейбусну мережу у Луцьку розпочали проєктувати ще у 1965 році і це пов'язують зі стрімким збільшенням чисельності населення. Уже через рік, 1 березня 1966 року, Луцька міська рада погодила проєкт. А в 1968 році розпочалось масштабне будівництво тролейбусного депо, керівництво місто активно розпочало купувати перші тролейбуси. Як результат, вже на початку 1970-х Луцьк мав тридцять тролейбусів виробництва Київського заводу електротранспорту.
У місті діє система диспетчеризації руху пасажирського транспорту [Архівовано 26 лютого 2016 у Wayback Machine.] із використанням системи GPS-навігації, що дає змогу стежити за рухом маршруток в режимі реального часу. З грудня 2019 року проїзд у громадському транспорті Луцька оплачується спеціальними електронними картками або зі смартфона. Громадський транспорт на приміських маршрутах також планують обладнати системою електронної оплати проїзду.
Через місто проходить автошлях E85.

### Залізничний

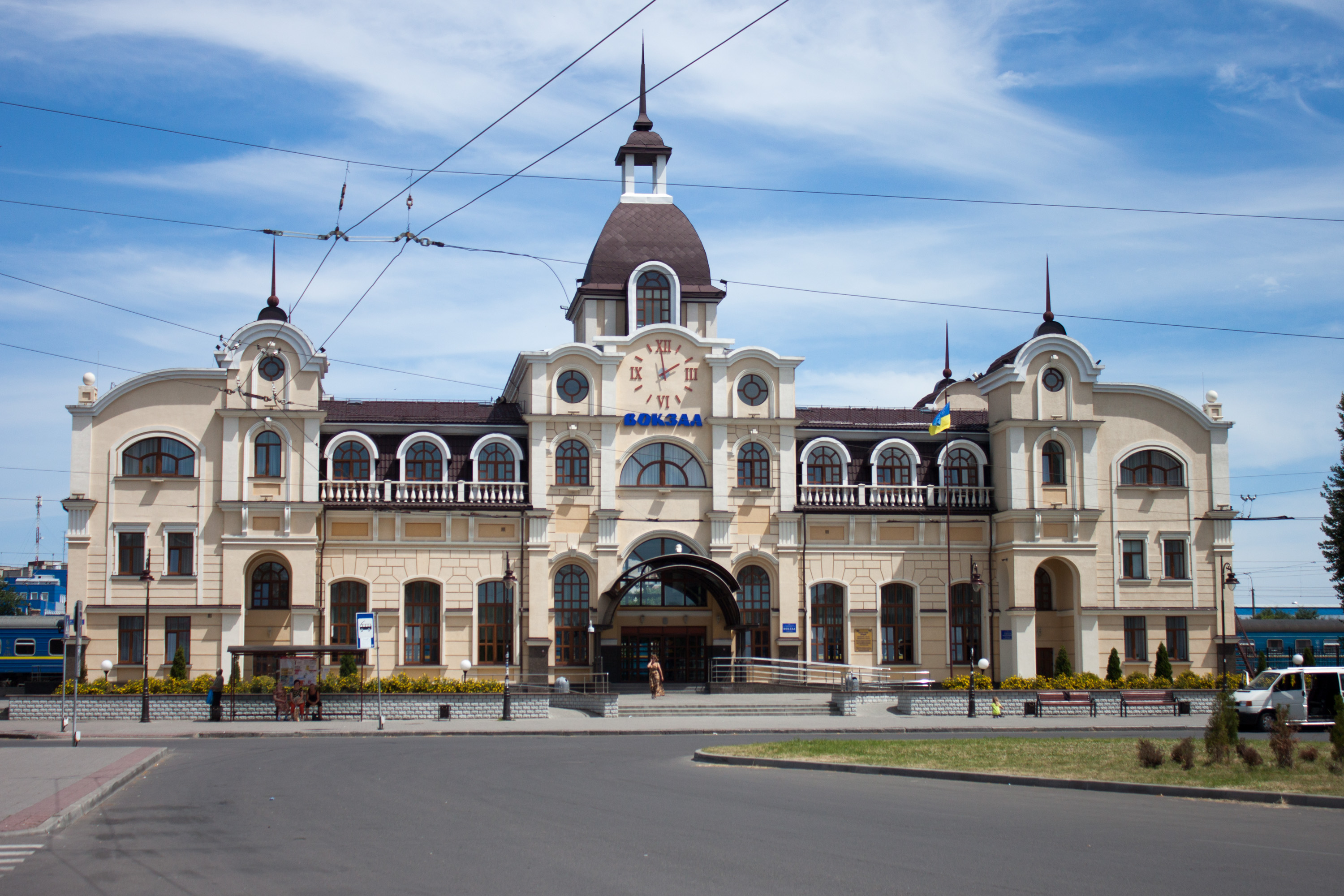
Залізничний вокзал

Залізничне сполучення з Луцьком було прокладене з нагоди відвідання міста в 1890 році царем Російської імперії Олександром III. Він планував дістатися до міста залізницею, а чиновник сплутав на карті Луцьк зі станцією в Ківерцях, розташованою за 11 кілометрів. Тож від Ківерців до Луцька було терміново прокладено колію. Будівництво зайняло менше, ніж три тижні (1-19 серпня 1890) зусиллями спецбатальйону та місцевих селян. Залізнична станція Луцьк розташувалася в північній частині міста. Ця гілка та станція збережені до наших днів, але не використовуються; у приміщенні станції з 1950-х по 2010 розташовувався ресторан.
Тривалий час станція Луцьк була тупиком, що намагалися безрезультатно виправити в 1910—1911 роках. У 1914—1919 тривало будівництво залізничної гілки від Стоянова, проте не було завершене. В Першу світову війну німці також проклали залізницю з Володимира-Волинського в напрямку Луцька, проте вона не досягала міста. У 1921 році, коли Волинь відійшла до Польщі, через Ковель та Луцьк проліг прямий курс Варшава — Здолбунів.
9 серпня 1928 року Луцьк отримав залізничне сполучення зі Львовом. Залізниця Львів — Луцьк — остання зі споруджених у Західній Україні. Спочатку курсували товарні потяги, з 15 травня 1929 року відкрили рух пасажирських потягів. Колія була збудована коштом населення, будівництво почалось 1925 року.
У 1959 році в Луцьку збудовано залізничний вокзал. Він замінив собою раніше збудовану станцію і розташувався в тодішній східній частині Луцька, де пролягають основні колії. В грудні 2003 року завершилась електрифікація перегону Ківерці—Луцьк, відтоді до міста ходять електропоїзди.
Також у місті довгий час діяла вузькоколійна Луцька дитяча залізниця, відкрита в 1954 році. Вона використовувалася як установа позашкільної освіти та профорієнтації дітей та як оглядовий транспорт. У 2020 році «Укрзалізниця», на балансі якої перебуває дитяча залізниця, ухвалила рішення про її закриття з 15 грудня. 31 березня з Луцької дитячої залізниці почали вивозити меблі, обладнання, стенди та форму юних залізничників, частину майна передадуть Рівненській дитячій залізниці. Доля рухомого складу, станційних будівель та колійного господарства поки не вирішена.

### Водний

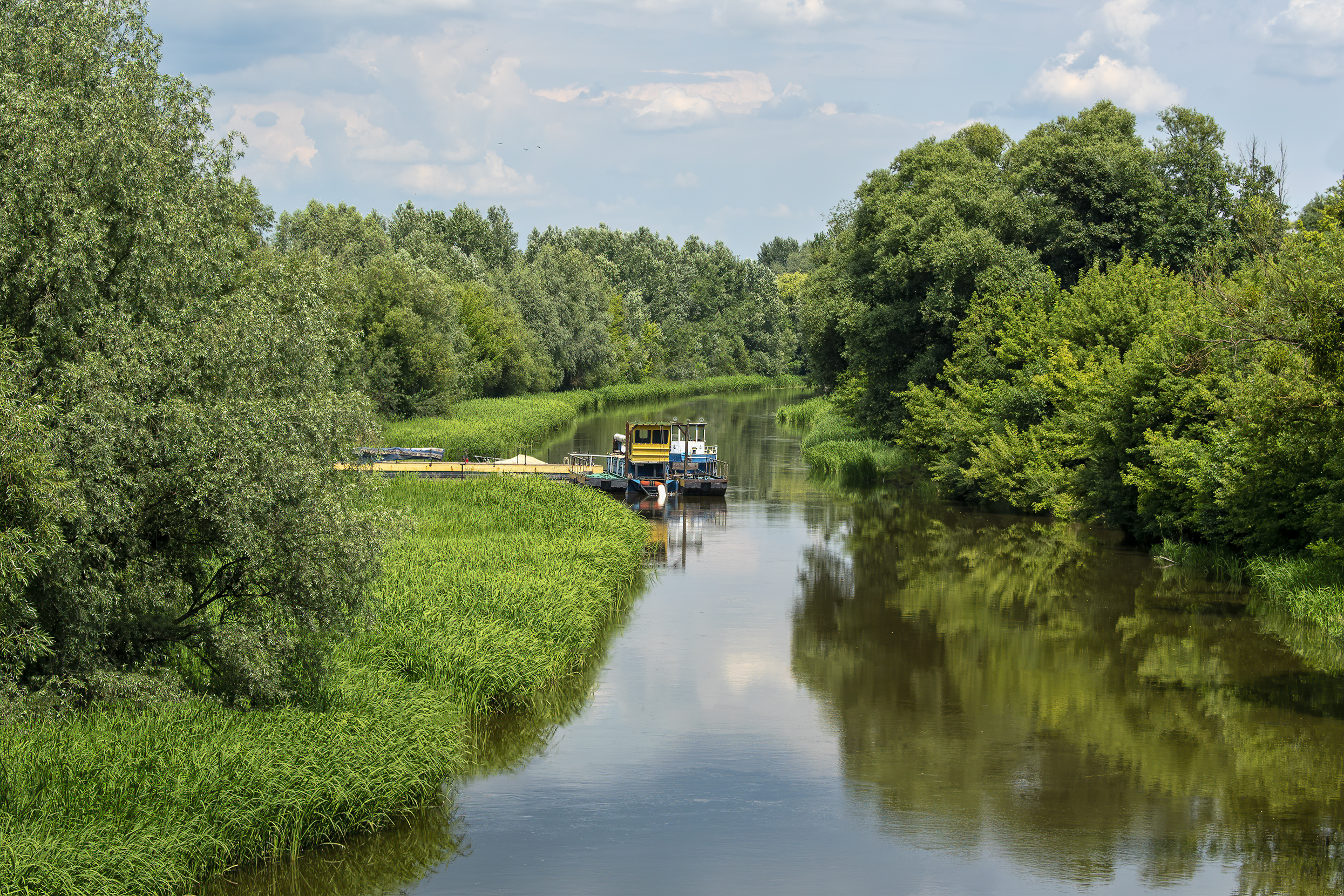
Земснаряд і туристичний катер на Стиру

До 1990-х Луцьк був активно судноплавним містом. Околиці міста часто затоплювало й професія човняра була вельми поширеною. Уже з XI століття річкою Стир стали курсувати багатомісні судна. В Луцьку перевантажували з возів на човни сіль для подальшого транспортування на північ, а також деревину. Такі вантажні судна курсували Стиром щонайменше до кінця XVIII століття. У місті існувало дві головні пристані, біля Глушецького мосту й на теперішньому майдані Братський Міст, а також менші. До 1920-х років річкою плавали баржі, котрі тягнули по воді з берега. В 1925 році з нагоди 500-річчя з'їзду європейських монархів було ухвалено поєднати Луцьк з водною магістраллю Варшава-Рівне через річку Прип'ять. До кінця 1920-х Стиром стали курсувати приватні пароплави. На теперішній вулиці Стрілецькій було облаштовано військову пристань. У міжвоєнний період розвивалося спортивне човнярство.
Післявоєнне судноплавство в Луцьку тривалий час відновлювалося. У 1950 році річкою ходили 4 катери, пароплави «Некрасов» та «Маршал Тимошенко», 13 барж, 2 металеві понтони, якими возили хліб, вугілля, сіно, овочі, дрова та інші товари. До 1960 пароплави було списано, натомість збільшилася кількість катерів і барж. У 70-і пасажирське судноплавство занепало, імовірно через розвиток наземного транспорту. В 1996 відбувся останній рейс річкою.
З травня 2018 року на Стиру було відновлено екскурсійні прогулянки на катері. Так, по річці пішов новий 12-місний катер з назвою «Аріадна». Також у власності ТОВ «Річковий порт „Луцьк“» є буксир з назвою «Характерник» для службового користування та вантажних перевезень і земснаряд для поглиблювальних робіт на річці.
Окрім цього, в місті також є швидкісний теплохід проєкту «Ракета», який в минулому був на ходу (раніше мав назву «Микола Куліш» та ходив по Дніпру), що використовується як кафе на воді під назвою «Бригантина». Це судно доправили буксируючи по річці Стир у 1984 році.

### Повітряний
Перший аеродром у Луцьку діяв на початку XX століття на території сучасного Привокзального району міста.
Біля села Крупа розташовано Луцький аеропорт для малої авіації. Заснований в 1984 році, він припинив роботу в 1996 і перебуває в занедбаному стані. До цього часу його використовували як приміщення автозаводу (там зберігалися легендарні «Волинянки»), також розробляли різні ангари, які продавали в Чехії. Згодом їдальню здавали на весілля та інші забави.
На північній околиці міста діє Луцький військовий аеродром, збудований у 1941 році. Слугує місцем дислокування тактичної авіації та приймає деякі невійськові літаки. У березні 2021 на Луцькому військовому аеродромі заступив на бойове чергування в системі протиповітряної оборони держави один з дивізіонів Львівського зенітного ракетного полку імені гетьмана Івана Виговського.

## Освіта
Луцьк має розгалужену систему освіти, яка включає мережу середніх та вищих шкіл II—IV рівнів акредитації.
Гімназії Луцька:
- Луцький ліцей № 4 імені Модеста Левицького
- Луцька гімназія № 18
- Луцька гімназія № 21 імені Михайла Кравчука

Школи-колегіуми Луцька:
- Луцька загальноосвітня школа І-ІІ ступенів № 11

Університети Луцька:
- Луцький інститут розвитку людини «Україна»
- Волинський національний університет імені Лесі Українки
- Луцький національний технічний університет
- Міжнародна Академія Управління Персоналом
- Волинський інститут економіки та менеджменту

Коледжі Луцька:
- Коледж технологій бізнесу та права
- Луцький базовий медичний коледж
- Луцький педагогічний коледж
- Волинський коледж Національного університету харчових технологій
- Волинський фаховий коледж культури і мистецтв імені Ігоря Стравінського Волинської обласної ради[95]

Ліцеї Луцька:
- КЗ ЗСО "Луцький ліцей №3"
- Луцький ліцей №14 імені Василя Сухомлинського
- Волинський обласний військовий ліцей з посиленою військово-фізичною підготовкою
- Луцький правознавчий ліцей
- Волинський обласний ліцей-інтернат Волинської обласної ради

Неформальна освіта здійснюється в молодіжних просторах та організаціях:
- Молодіжний центр Волині
- Молодіжний центр «YouthСфера»
- Луцький осередок ВМГО «Фундація регіональних ініціатив»
- ПЛАСТ на Волині

## Засоби масової інформації

### Друковані
- «Вісник і К°»
- «Волинь-нова»
- «Сім'я і дім. Народна трибуна»
- Віче-інформ
- «Волинські губернські відомості»
- «10 квартал»
- «Волинська газета»
- «Луцький замок»
- «Вільна думка»
- «Аверс-прес»
- «Народна справа»
- «Волинь. Акценти»
- «Справедливість»
- Афіша Волині

### Телеканали
- Суспільне Луцьк
- ТРК Аверс
- Полісся ТБ
- 12 канал

### Інтернет-видання
- Волинь24[96]
- Район. Луцьк[97]
- Конкурент[98]
- Волинь Post[99]
- Волинські новини[100]

### FM-радіостанції
| №п/п | Частота, МГц | Назва                                        | Потужність | Адреса вежі         | Передавач                |
| ---- | ------------ | -------------------------------------------- | ---------- | ------------------- | ------------------------ |
| 1    | 88,3         | Українське радіо / «Українське радіо. Луцьк» | 1          | вул. Карбишева 2    | ТОВ «Телемережі України» |
| 2    | 88,7         | Радіо «Максимум»                             | 0,5        | вул. Словацького 12 | ТзОВ "ТРК «Мікс»         |
| 3    | 89,8         | «FM Галичина»                                | 0,25       | вул. Словацького 12 | ТзОВ "ТРК «Мікс»         |
| 4    | 90,2         | "Армія FM"                                   | 0,25       | вул. Словацького 12 | ТзОВ "ТРК «Мікс»         |
| 5    | 90,6         | Радіо «П'ятниця»                             | 0,5        | вул. Словацького 12 | ТзОВ "ТРК «Мікс»         |
| 6    | 91,5         | «Радіо НВ»                                   | 0,5        | вул. Словацького 12 | ТзОВ "ТРК «Мікс»         |
| 7    | 96,2         | «Радіо Конкурент» (план)                     | 0,2        | вул. Телевізійна 10 |                          |
| 7    | 97,9         | «DJFM»                                       | 0,5        | вул. Словацького 12 | ТзОВ "ТРК «Мікс»         |
| 8    | 100,1        | Radio1.ua                                    | 0,5        | вул. Дубнівська 67  | ВФКРРТ                   |
| 9    | 100,9        | «Радіо Аверс»                                | 1          | вул. Словацького 12 | ТзОВ "ТРК «Мікс»         |
| 10   | 101,9        | «Радіо Культура»                             | 1          | вул. Карбишева 2    | ТОВ «Телемережі України» |
| 11   | 102,4        | «Сім'я і дім» / «Мелодія FM»                 | 0,1        | вул. Дубнівська 67  | ВФКРРТ                   |
| 12   | 103,4        | «Шлягер FM»                                  | 0,1        | вул. Дубнівська 67  | ВФКРРТ                   |
| 13   | 104,8        | «Наше радіо»                                 | 1          | вул. Словацького 12 | ТзОВ "ТРК «Мікс»         |
| 14   | 105,5        | Радіо «Релакс»                               | 1          | вул. Словацького 12 | ТзОВ "ТРК «Мікс»         |
| 15   | 106,2        | «Хіт FM»                                     | 0,2        | вул. Словацького 12 | ТзОВ "ТРК «Мікс»         |
| 16   | 106,9        | «Люкс FM»                                    | 1          | вул. Словацького 12 | ТзОВ "ТРК «Мікс»         |
| 17   | 107,3        | «Радіо Промінь»                              | 1          | вул. Карбишева 2    | ТОВ «Телемережі України» |

## Спорт

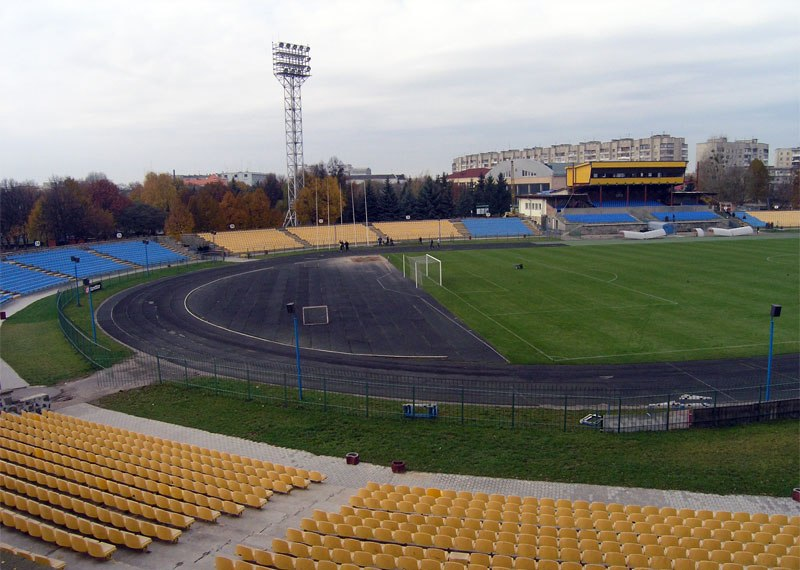
Стадіон «Авангард»

У місті діють спортивні клуби та колективи:
- Професійний футбольний клуб «Волинь»
- Професійний флорбольний клуб «Айсберг»

Бронзовий призер Вищої ліги України з флорболу сезону 2021/2022
- Професійний футзальний клуб Любарт

Чемпіон Першої ліги з футзалу сезону 2020—2021
- Професійний волейбольний клуб «Лучеськ-Підшипник»(припинила діяльність через фінансові проблеми та смерть президента клубу (сезон 2008—2009))
- Професійний жіночий волейбольний клуб «Континіум-Волинь університет»
- Професійний баскетбольний клуб «Волиньбаскет»[101] Суперліга
- Аматорський хокейний клуб «Луцьк»
- Аматорський хокейний клуб «Любарт»
- Аматорський клуб з футзалу «Атлетик»
- Локальне об'єднання клубів історичного фехтування та реконструкції «Семиграддя».

У червні 2012 року в Луцьку пройшов чемпіонат Європи з сумо.

## Медицина
У місті діють Волинська обласна клінічна лікарня, Луцька міська клінічна лікарня, Волинська обласна дитяча клінічна лікарня, Волинська обласна психіатрична лікарня, Волинська обласна інфекційна лікарня, Луцька районна лікарня, Луцький гарнізонний військовий госпіталь, кардіологічний, онкологічний та протитуберкульозний диспансери, кілька поліклінік, пологовий будинок, обласний перинатальний центр.
Також у місті розташований Луцький слідчий ізолятор № 177.

## Релігія
Більшість жителів Луцька — це католики та православні. Окрім християн у місті також проживають мусульмани.
11 квітня 2023 року Волинська обласна рада заборонила діяльність УПЦ МП на території області.

#### Римсько-католицька церква
Собор святих Петра й Павла, який разом з колегією раніше належав ордену єзуєтів, сьогодні використовується як кафедральний собор Луцької дієцезії.

#### Українська греко-католицька церква
У місті діє Луцький монастир Василія Великого.

#### Православна церква України
Луцьк є центром Волинської єпархії ПЦУ.
Храм святого великомученика Дмитрія Солунського.

#### Протестантизм
Церква адвентистів сьомого дня
Церква адвентистів сьомого дня «Ковчег»
Церква «Дім Євангелія» (Баптизм)
Церква «Фіміам» (Баптизм)
Церква «Нове Життя» (Баптизм)
Церква Христа Спасителя (П'ятидесятники)
Церква «Віфанія» (П'ятидесятники)

Церква «Царство Боже» (Євангелісти)

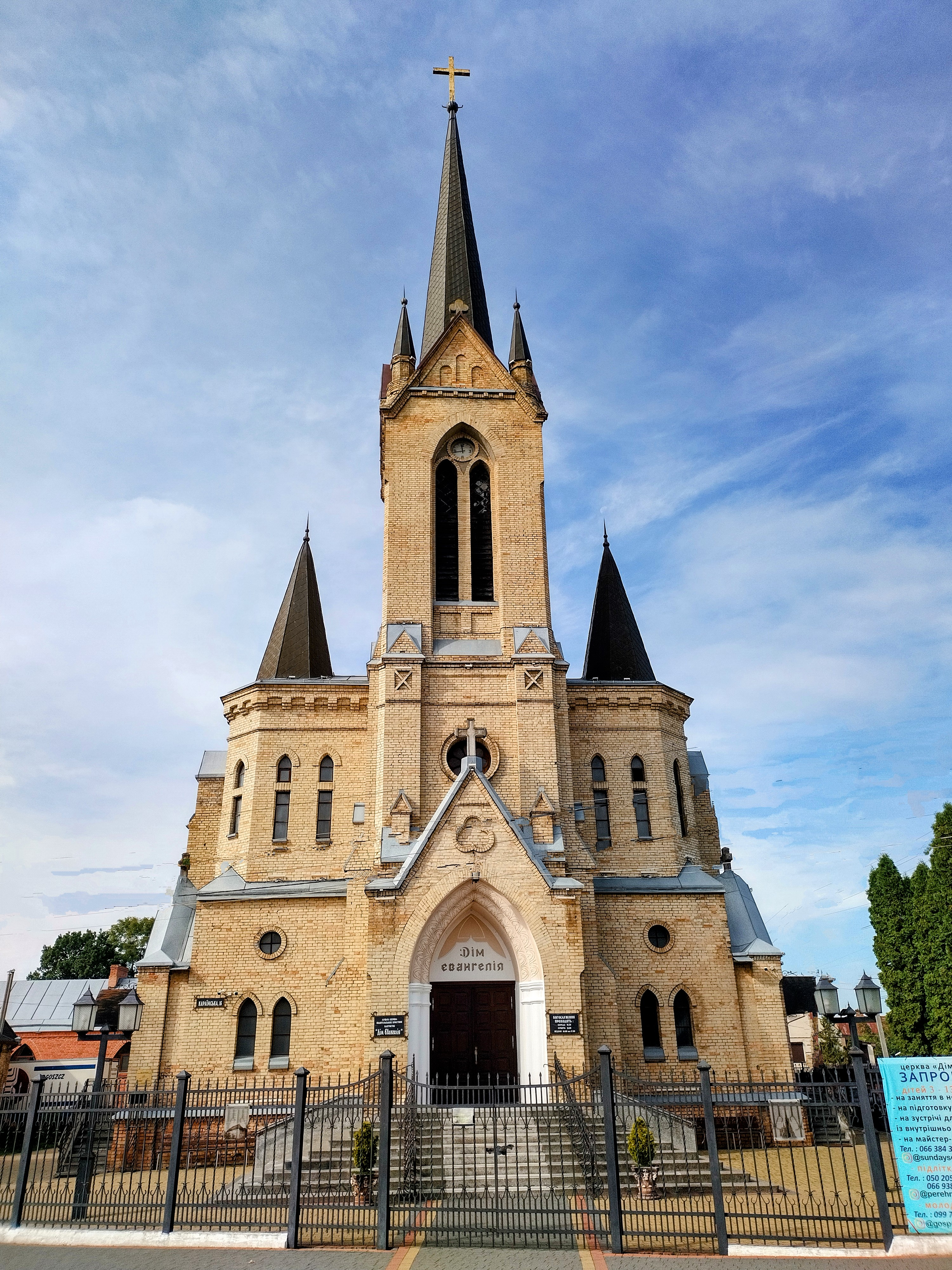
Церква «Дім Євангелія»

## Культура

### Загальна характеристика

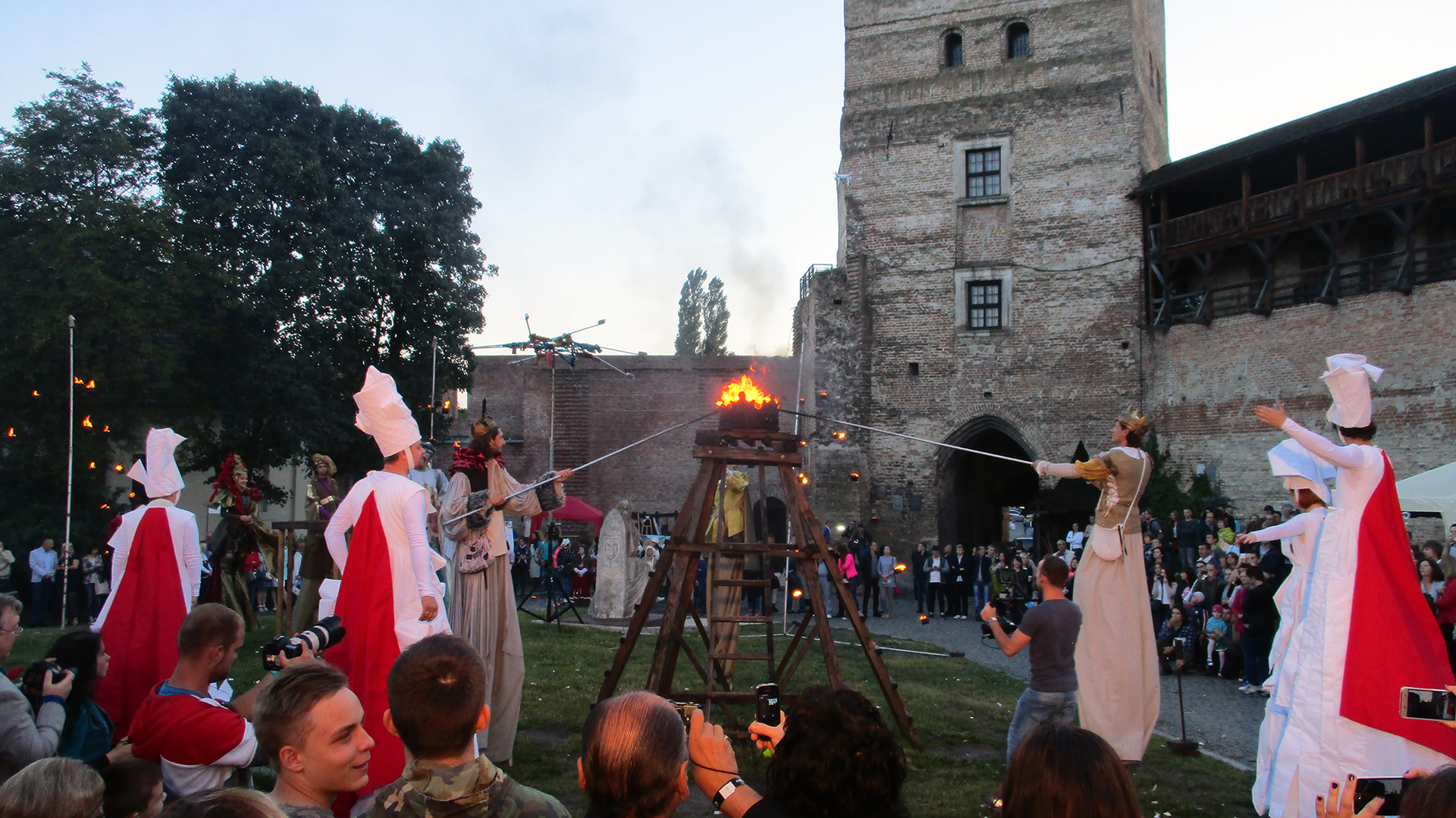
Фестиваль «Ніч у Луцькому замку» 2017 р.

Луцьк — центр торговельних маршрутів, які йдуть до Європи, і це визначає розвиток мистецтва та культури. Міжнародний фестиваль «Поліське літо з фольклором» вирізняється своєю широкою географією й може розглядатися як візитка міста, це велика подія, яка збирає більше 5 тисяч учасників, з них 58 іноземних колективів з 38 країн світу й 75 колективів з України. Учасники фестивалю представляють культуру своєї країни. Починаючи з 1996 завдяки цьому фестивалю Україна є офіційним членом Міжнародної Ради Організацій Фестивалів Фольклору (CIOFF), що діє при UNESCO.

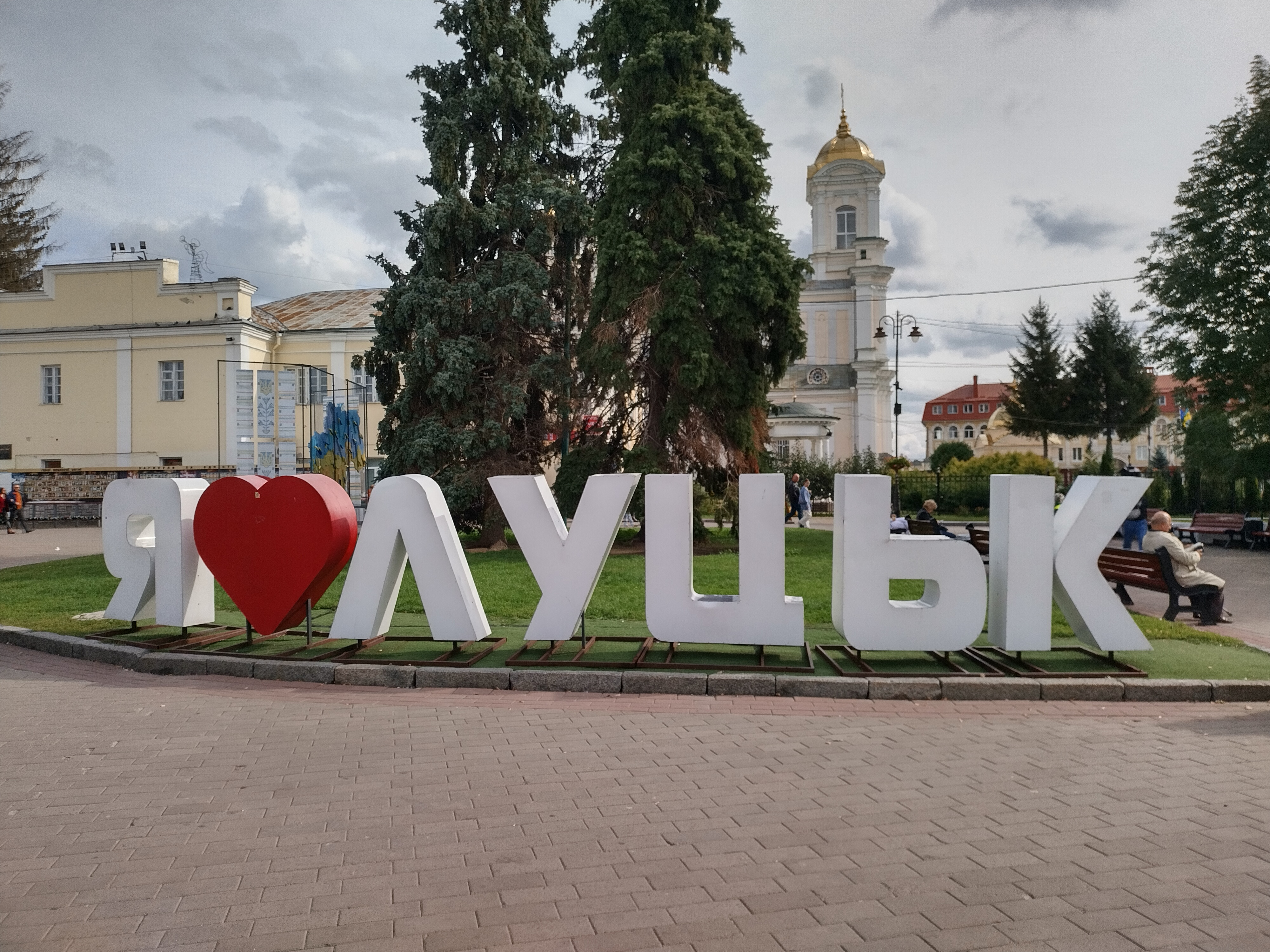
Арт-об'єкт «Я кохаю Луцьк»

Досить популярним є також Up-fest — фестиваль музики та мистецтва, один з найбільших в Україні, до програми якого входять концерти на чотирьох сценах, велика кількість майстер-класів різних напрямків, семінари, театральні постановки, перегляд кінофільмів та багато інших цікавих подій.
Щороку в замку Любарта проводиться Мистецьке шоу «Ніч у Луцькому замку» — фестиваль історичної культури: середньовічних танців, музики, кулінарії, традицій. Там же відбуваються щорічні Лицарські турніри. Двічі на рік у замку відбуваються лицарські поєдинки.
Поблизу міста проводиться фестиваль альтернативної музики «Бандерштат».
Ще один дуже популярний фестиваль української естрадної пісні в Луцьку — Міжнародний фестиваль «На хвилях Світязя», який відбувається щоліта на одному з найбільших українських озер — Світязі, та в Луцьку. Мета фестивалю — пошук молодих талановитих виконавців, поєднання сучасної естрадної пісні з народними звичаями та обрядами. Умови участі — виконання пісні українською мовою.
16 листопада 1989 р. установчими зборами Волинської творчої секції Львівського відділення СХ України створена Волинська організація Спілки художників України.
Сьогодні альтернативне мистецтво Луцька представлене театром «Гармидер», театром вогню «Spiritus Ignis» та творчим об'єднанням «Квартира FM».
1973 року тут утворився гурт «Тріо Мареничів», який проіснував до 2004 року.

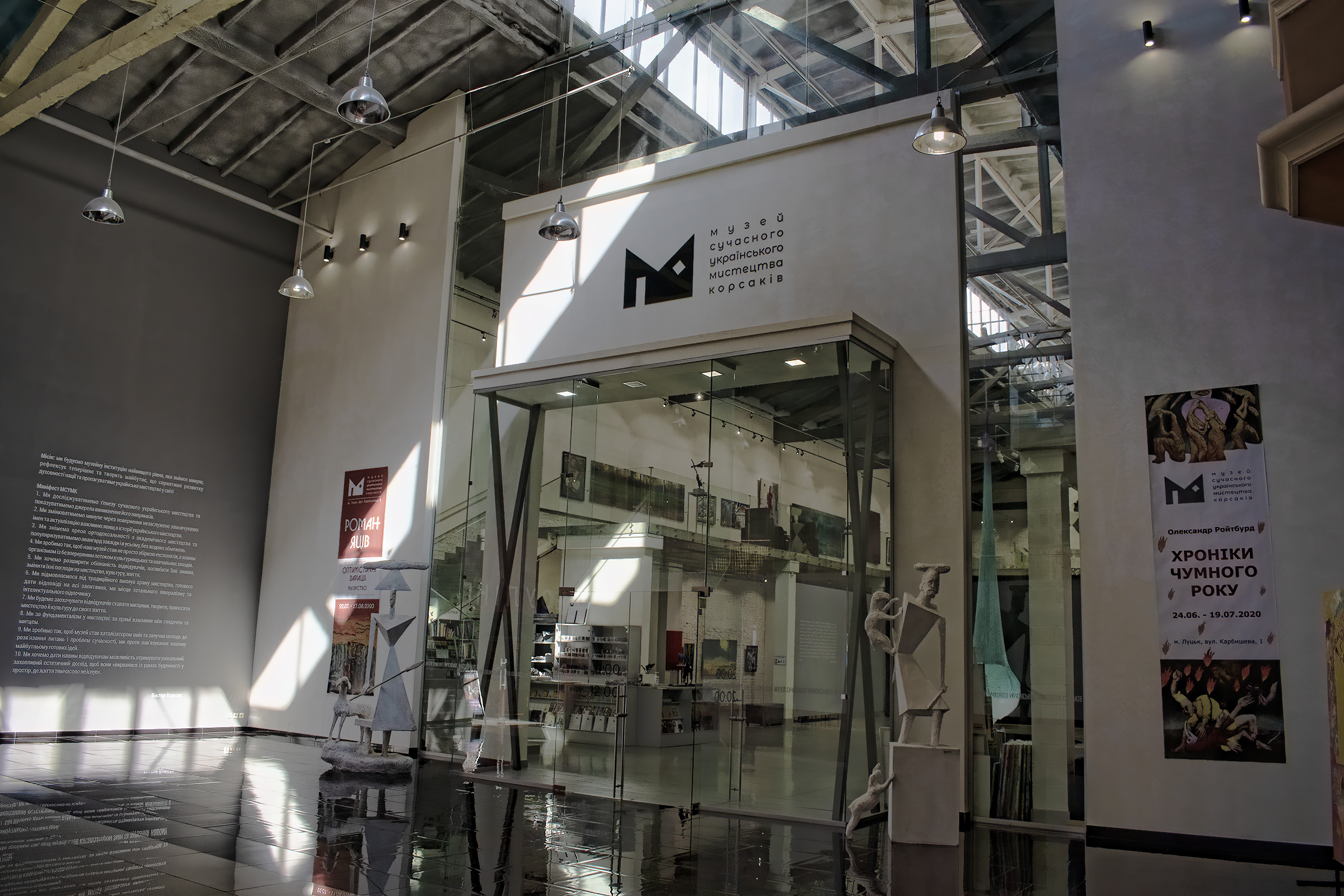
Вхід до Музею сучасного українського мистецтва Корсаків

### Музеї
- Музей Волинської ікони. Безцінним експонатом музею є Холмська Чудотворна ікона Божої Матері, пам'ятка візантійського мистецтва XI—XII століть, одна з найшанованіших християнських святинь.
- Волинський краєзнавчий музей, відділом якого є художній музей у замку.
- Волинський регіональний музей українського війська та військової техніки
- Аптека-музей. Діє з 1845 року. Розташована на майдані Ринок.
- Кімната-музей «Лесина вітальня» на вулиці Кафедральній.
- Музей дзвонів у замку[106].
- Луцький художній музей.
- Музей історії Луцького братства.
- Музей історії кінематографії та фотомистецтва Волині.
- Музей науки і техніки.
- Музей археології Волинського національного університету імені Лесі Українки.
- Музей сучасного українського мистецтва Корсаків.
- Інші музейні виставки у замку Любарта, створені Луцьким державним історико-культурним заповідником: книги, зброї, інші.

### Бібліотеки
У Луцьку діє 12 бібліотек. Найбільший фонд літератури налічують Центральна міська бібліотека для дорослих і бібліотека-філія для дорослих № 10.

### Кінотеатри
Перший показ кіно в Луцьку відбувся в 1908 році в дерев'яному літньому театрі, який розташовувався на місці теперішньої луцької школи № 8 на вулиці Лесі Українки. Ним опікувалося «Луцьке товариство тверезості», що в 1909 році відкрило стаціонарний зал на 80 місць на перетині сучасних вулиць Лесі Українки та Ковельської. Потім діяли камерний кінотеатр «Чари» та Міський кінотеатр (тепер Волинський академічний театр ляльок) на теперішній вулиці Богдана Хмельницького. В 1934 збудовано кінотеатр «Сонце» (будівля не збереглася). За Радянського Союзу відкрилися кінотеатри «Піонер», потім перейменований на «Зміна» та «Хроніка». В 1970 відкрито кінотеатр «Промінь», який тимчасово мав назву «Москва».
Сучасні кінотеатри Луцька:
- «Кінокомплекс Адреналін» — у СРК «Adrenalin City», 3 зали
- «Premier City» — у ТРЦ «ПортCity», 4 зали
- «Multiplex» — у РЦ «Промінь», 5 залів

## Відомі люди
- XVI століття 2-га половина народилася Ганна Гойська (до шлюбу Козинська; пом. 1617) — руська шляхтичка, меценатка, фундаторка Почаївського монастиря, засновниця друкарні.
- Теодозій Бродович — луцький катедральний еклезіарх, парох церкви святого Дмитра в Луцьку[111]
- Карпухін Віктор Федорович (27 жовтня 1947 — 24 березня.2003) — Герой Радянського Союзу
- Рой Юрій Олексійович (1895—1946) — підполковник Армії УНР, провідний український громадський діяч у Харбіні (Китай)
- Захарова Світлана Юріївна (10 червня 1979, Луцьк, УРСР, СРСР) — російська артистка балету. Солістка Маріїнського театру в 1996—2003 роках, прима-балерина Великого театру (з 2003) і міланського театру «Ла Скала» (з 2008).
- Тимощук Анатолій Олександрович (30 березня 1979, Луцьк) — український футболіст, який грав на позиції опорного півзахисника. Нині — асистент головного тренера в петербурзькому «Зеніті». Екскапітан збірної України, зіграв за національну команду 144 матчі (рекорд збірної). При необхідності міг грати на будь-якій позиції в захисті [2]. В цілому взяв участь в 910 офіційних матчах, в яких забив 87 голів. [Джерело не вказано 158 днів] Чемпіон трьох країн: України, Росії та Німеччини. Володар Кубка УЄФА і Суперкубка УЄФА у складі «Зеніту». Переможець Ліги чемпіонів у складі «Баварії», Заслужений майстер спорту Росії і України, заслужений працівник фізичної культури і спорту України. Найтитулованіший футболіст з країн СНД. З 7 січня 2023 року перебуває під санкціями РНБО за антиукраїнську діяльність і позбавлений усіх нагород. Вважається зрадником України.
- Ігор Діденчук — мультиінструменталіст, учасник гуртів «Go A» та «Kalush», переможець Євробачення 2022.
- Монатик Дмитро Сергійович (1 квітня 1986, Луцьк) — український співак, танцюрист, автор пісень, саундпродюсер, композитор, учасник шоу «X-Фактор», «Танцюють всі!» та «Зірковий ринг», суддя танцювального шоу «Танці з зірками» та тренер вокальних шоу «Голос. Діти» та «Голос країни» на телеканалі «1+1». Заслужений артист України.

### Луцькі намісники, старости
- Кшеслав з Ходова та Курозвенк — перший польський[112] староста з 1388 р.; генеральний староста Великопольщі, каштелян сондецький, сандомирський (помер 1392)[113]
- Станко Юрша — староста[114] 1431 року[115]
- Олександр Нос — литовський князь, нащадок пінських Наримунтовичів[115]
- Немиря Рязанович[116]
- Монтигердович Петро Іванович «Білий» — маршалок Волинської землі й земський литовський, троцький воєвода[117]
- Михайло Монтовт (1463—1475)[118]
- князь Михайло Іванович Острозький (†1501) — старший брат Костянтина Івановича[119]
- Єронім Харленський[120]
- Микола Семашко — брацлавський каштелян, зять белзького воєводи Павла Уханьського.[121]

### Керівники міста

#### Під владою Польщі в 1919—1939рр.(Бургомістри)
- Едмунд Мартинович 2 червня 1919 р. до червня 1920 р.
- Ян Сушинський з червня 1920 р. до лютого 1923 р.
- Кароль Валігурський 25 лютого 1923 р. 26 червня 1923 р.
- Болеслав Зелінський 4 грудня 1923 р. до липня 1926 р.
- Адам Осташевський 24 липня 1926 р. до листопада 1926 р.
- Станіслав Чарковський 1 листопада 1926 р. 24 січня 1929 р.
- Мечислав Галушинський 18 лютого 1929 р. 2 квітня 1930 р.
- Теофіл Оловінський 8 квітня 1930 р. 7 червня 1933 р.
- Адольф Беднарський 7 червня 1933 р. до липня 1934 р.
- Мечислав Венжик 7 липня 1934 р. 9 листопада 1936 р.
- Францішек Лаугерт 9 листопада 1936 р. до лютого 1936 р.
- Владислав Парневський 11 лютого 1937 р. до вересня 1939 р.

#### Перший радянський період (1-і секретарі міського комітету КПУ)
- Таценко Петро Ілліч листопад 1939 — червень 1941

#### Німецька окупація («посадник», 1941—1944)
- Єрмолаєв Микола Єлісеєвич, червень — грудень 1941
- Тиравський Євген, грудень 1941 — серпень 1942
- Скоробогатов Павло, вик. обов. з серпня 1942, офіційно січень 1943—1944

#### Другий радянський період (1-і секретарі міського комітету КПУ)
- Слонь Михайло Варнайович 1944
- Профатілов Ілля Іванович березень 1944 — січень 1950
- Садошенко Федір Григорович січень 1950 — серпень 1952
- Корнєєв Павло Васильович серпень 1952 — грудень 1952
- Делеур Валентин Олександрович грудень 1952 — грудень 1958
- Яковенко Петро Андрійович грудень 1958—1962
- Попов Микола Дмитрович 1962—1965
- Романюк Микола Васильович 1965—1970
- Рибак Віктор Федорович 1970 — січень 1974
- Свенцицький Борис Миколайович січень 1974 — червень 1975
- Фурів Іван Іванович 1975—1978
- Жибров Володимир Іванович 1978 — листопад 1981
- Косенко Микола Тихонович 1981—1987
- Заброварний Богдан Йосипович 1987—1989
- Маховиков Петро Андрійович червень 1989 — червень 1990
- Ліповський Іван Петрович червень 1990—1991

#### За часів СРСР (Голови Міськвиконкому)
- Обелець Іван Макарович 1939—1940
- Кононенко Іван Миколайович 1940—1941
- Прокопенко Федір Филимонович 1944—1945
- Депринда Тимофій Гордійович 1945—1946
- Мельниченко Микола Олексійович 1946—1947
- Король Михайло Йосипович 1948—1952
- Уткін Федір Григорович 1952—1953
- Руденко Марія Антонівна 1953—1954
- Мізюк Андрій Іванович 1954—1957
- Романюк Євген Трохимович 1957—1961
- Бездушний Микола Іванович 1961—1965
- Фурів Іван Іванович 1965—1975
- Сулівін Юрій Михайлович 1975—1979
- Литвиненко Костянтин Васильович 1979—1984
- Афанасьєв Петро Іванович 1984—1987
- Кривицький Антон Федорович 1987—1991

### У незалежній Україні (Голови міської ради, міські голови)
- Поха Анатолій Андрійович 1991—1994
- Кривицький Антон Федорович 1994—2006
- Шиба Богдан Павлович 2006—2010
- Романюк Микола Ярославович 2010—2017
- Вусенко Юлія Василівна 2017, т. в. о. міського голови, секретарка міської ради
- Поліщук Ігор Ігорович 2017, в.о. міського голови, секретар міської ради
- Пустовіт Григорій Олександрович 2017—2020 в.о. міського голови, секретар міської ради
- Поліщук Ігор Ігорович 2020—

## Історико-архітектурні пам'ятки

### Основні об'єкти

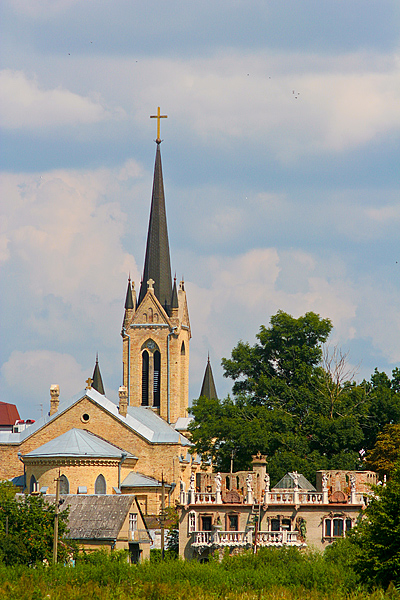
Лютеранська кірха і Будинок Голованя

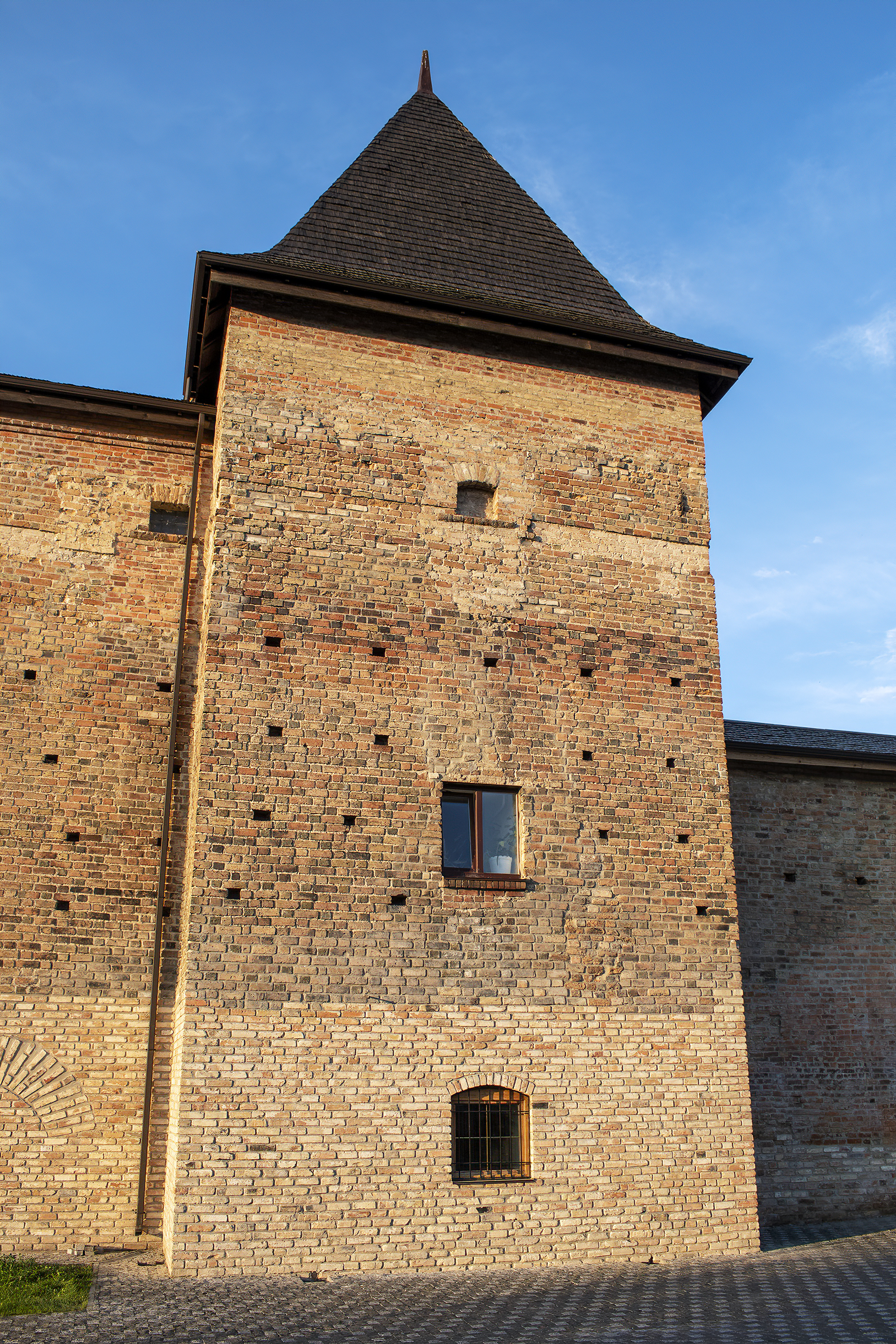
Вежа Чорторийських

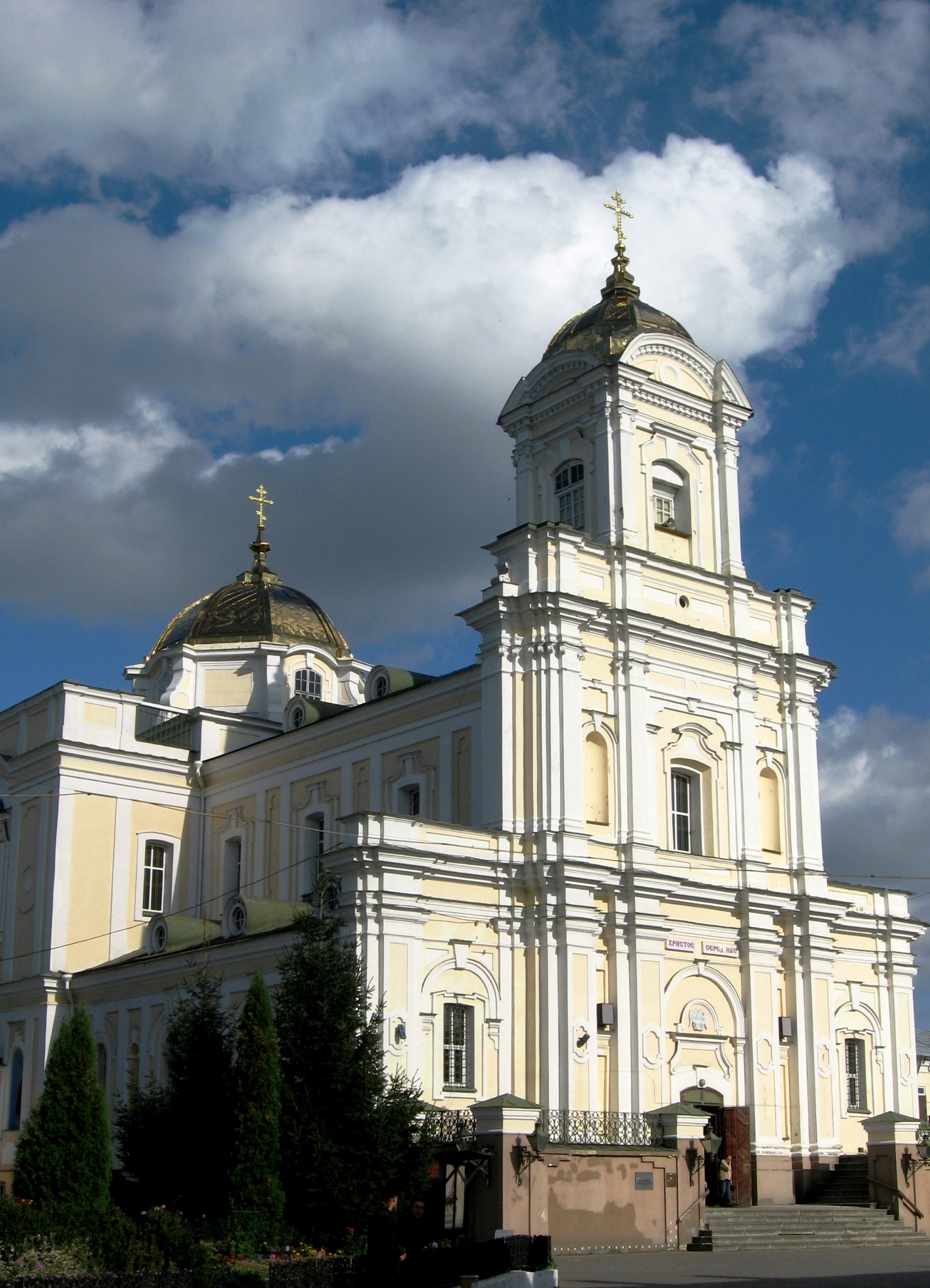
Свято-Троїцький кафедральний собор

- Замок Любарта, XIV— XV ст. Оборонна споруда, символ міста. В одній із веж розташовано Музей дзвонів. На території замку є Музей книги, Художній музей м. Луцька (відділ Волинського краєзнавчого музею), розкопи Кафедральної церкви Іоанна Богослова (вул. Кафедральна, 1).
- Вежа Чорторийських і залишки Окольного замку, XVI ст., вул. Драгоманова.
- Будинок Фальчевського (Пузини), 1545—1546 рр. — унікальний зразок житлової архітектури (вул. Кафедральна, 23).

### Культові споруди
- Кафедральний собор Св. Апостолів Петра і Павла з монастирем єзуїтів та підземеллями, 1639 р., архітектор Джакомо Бріано. Спочатку храм будувався як єзуїтський монастирський костел. Після пожежі кафедрального костелу Святої Трійці в 1781 р. сюди переноситься кафедра католицького єпископа. Нині — діючий кафедральний собор римо-католицької церкви.
- Комплекс монастиря та костелу Св. Хреста бернардинів (Свято-Троїцький кафедральний собор), 1752—1755 рр. Зведений як монастирський костел Святого Хреста при монастирі бернардинців. Архітектор Павло Гижицький. Перебудований у православну церкву в 1877—1879 рр. Нині — кафедральний собор Православної церкви України (пл. Театральна).
- Синагога, 1626—1629 рр. Відреставрована в 1981 р. Пам'ятка архітектури національного значення. Початково споруда належала до оборонної системи Луцька (вул. Данила Галицького, 33).
- Лютеранська кірха, поч. XX ст., зведена в неоготичному стилі на фундаментах кармелітського монастиря. Нині тут діє баптистська церква.
- Вірменська церква. Храм збудований у 1427 році, або в XVI ст. Був розташований на вулиці Вірменській у центрі вірменського кварталу поруч із караїмським неподалік майдану Ринок. Поруч із храмом був монастир, шпиталь і цвинтар, який тісно межував із територією фарного костелу Святого Якуба. Наприкінці XVIII ст. занепав разом із вірменською громадою Луцька. У 1845 згорів і близько 100 років простояв руїною. 1954 року пристосований під житло.
- Архітектурний комплекс Луцького братства, 1634 р. Існувало тут Луцьке хрестовоздвиженське братство. В 1702 р. в церковній крипті був похований поет Данило Братковський. Унаслідок невдалої реставрації 2008—2010 рр. було спотворено первинний вигляд та стиль храму (вул. Данила Галицького, 2).
- Покровська церква. Збудована в середині XVII ст. Церква реконструйована в 1873-76 рр. Тут перебувала ікона Волинської Богоматері — шедевр мистецтва XIII—XIV ст. (нині зберігається в Національному художньому музеї в Києві). Колись храм був кафедральною греко-католицькою церквою, тепер — кафедральний собор УПЦ Московського Патріархату (вул. Данила Галицького, 12).
- Домініканський монастир, заснований у 1390 р. королем Ягайлом, у XVIII ст. збудований новий. У 1847 р. ліквідований російським царським режимом. Тепер тут духовна семінарія УПЦ МП (вул. Драгоманова).
- Монастир тринітаріїв, 1729 р. Тепер тут військовий шпиталь (вул. Лесі Українки).
- Монастир шариток. Розміщувався у колишніх кафедральних спорудах костелу Святої Трійці. Шаритки діяли в Луцьку в XIX столітті. Нині приміщення займає курія Луцької римо-католицької єпархії та резиденція Луцького єпископа. Вул. Кафедральна, 17-19.
- Монастир бригідок, 1624 р. Зведений у стилі бароко на місці палацу Радзивіллів. У 1846 р. монастир був зачинений, а в 1890-х у його приміщенні облаштували в'язницю, а потім (1960) музичне училище. Зараз тут чоловічий православний монастир ПЦУ (вул. Кафедральна, 16).
- Церква Великомученика Юрія Переможця
- Свято-Феодосіївська церква

### Втрачені пам'ятки
- Караїмська кенаса. Культовий храм луцьких караїмів. Наприкінці XVIII ст. храм уже існував. Згорів у 1972 році. Це була третя кенаса Луцька.
- Кафедральний костел Святої Трійці. Збудований у 1427 році. Наново збудований у 1540-х роках. Збереглися капітульні приміщення (вулиця Кафедральна, 17, 19) та дзвіниця 1720-х років побудови. Костел у 1781 році згорів і не був відновленим.
- Церква Івана Богослова. Це єдина домонгольська споруда Луцька. Храм часто горів і внаслідок нестабільної ситуації між православними та греко-католиками часто стояв без догляду. Врешті-решт, у 1775 році ослаблені мури церкви розібрали. Залишки храму зберігаються в підземеллях Верхнього замку.
- Костел святого Якуба. Один із найдавніших фарних костелів Луцька, збудований неподалік майдану Ринок та вірменської церкви. Зараз не існує. Точної дати його побудови невідомо. Згадується починаючи із XVI століття. Після пожежі 1845 року занепав і згодом був розібраний. В останні 70 років своєї діяльності належав луцькому осідку ордену боніфратрів. Погост храму забудований житловими будинками зламу XIX–XX століть на теперішній вулиці Руській в історико-культурному заповіднику «Старий Луцьк».
- Костел Марії Магдалини та монастир боніфратрів. Перший комплекс луцького осідку боніфратрів. Не існує. Монастир боніфратрів був фундований в середині XVII століття на перетині вулиць Замкової та Троїцької в Луцьку. Наприкінці XVIII століття комплекс боніфратрів зазнав пожежі, костел і монастир згоріли, внаслідок чого осідок був переведений до фарного костелу Святого Якуба. Луцький конвент боніфратрів був скасований в середині XIX століття, приміщення згоріли, а руїни були продані на злам.

|                           |                                  |                            |                   |                            |
| В'їзна вежа замку Любарта | Свято-Троїцький собор у середині | Собор святих Петра і Павла | Лютеранська кірха | Хрестовоздвиженська церква |

|                          |                 |                              |                             |                                          |
| Вулиця Данила Галицького | Велика синагога | Вулиця Кафедральна. Дзвіниця | Вулиця Данила Братковського | Національний університет ім. Л. Українки |

### Мініскульптури

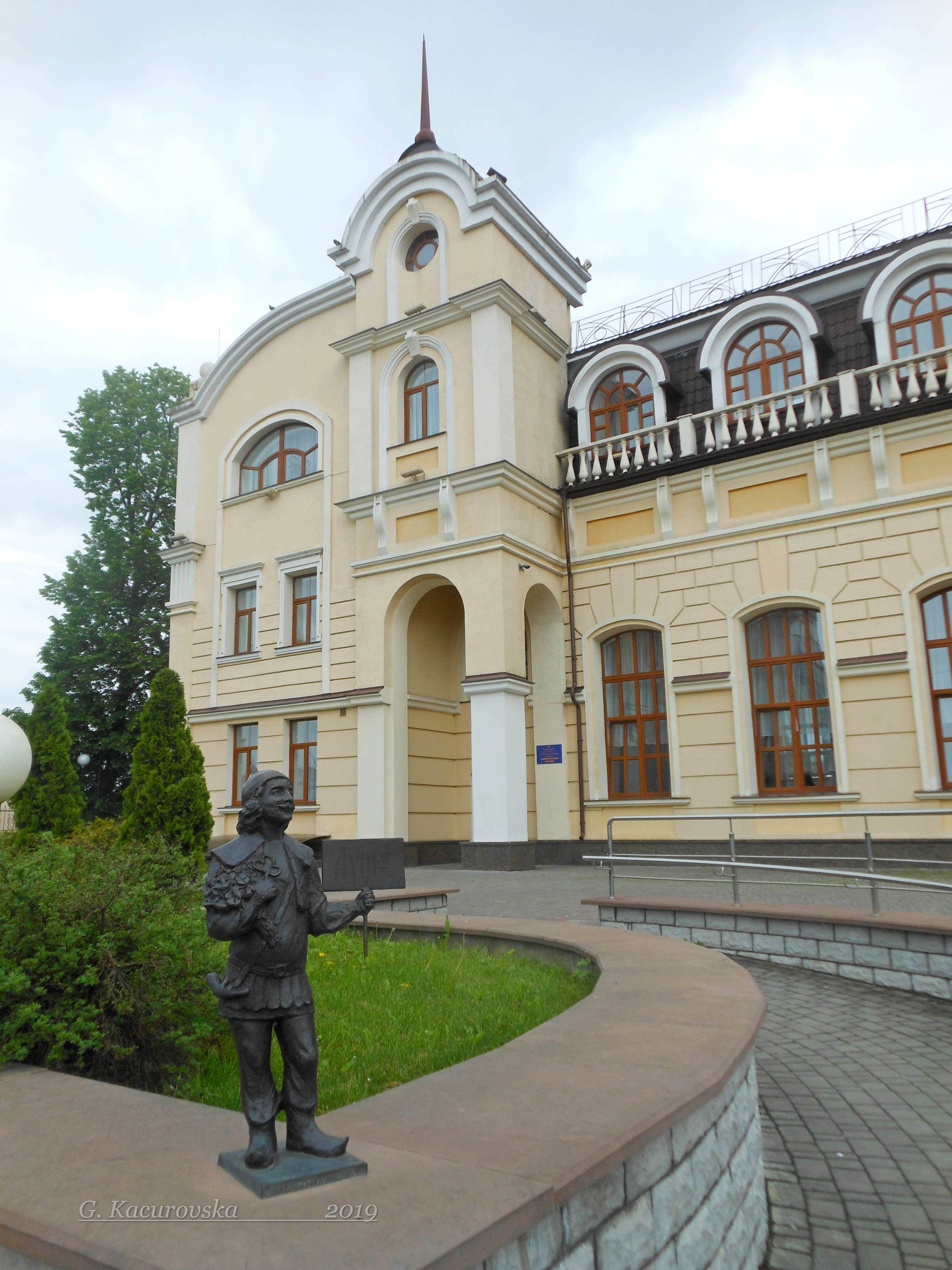
Кликун біля залізничного вокзалу

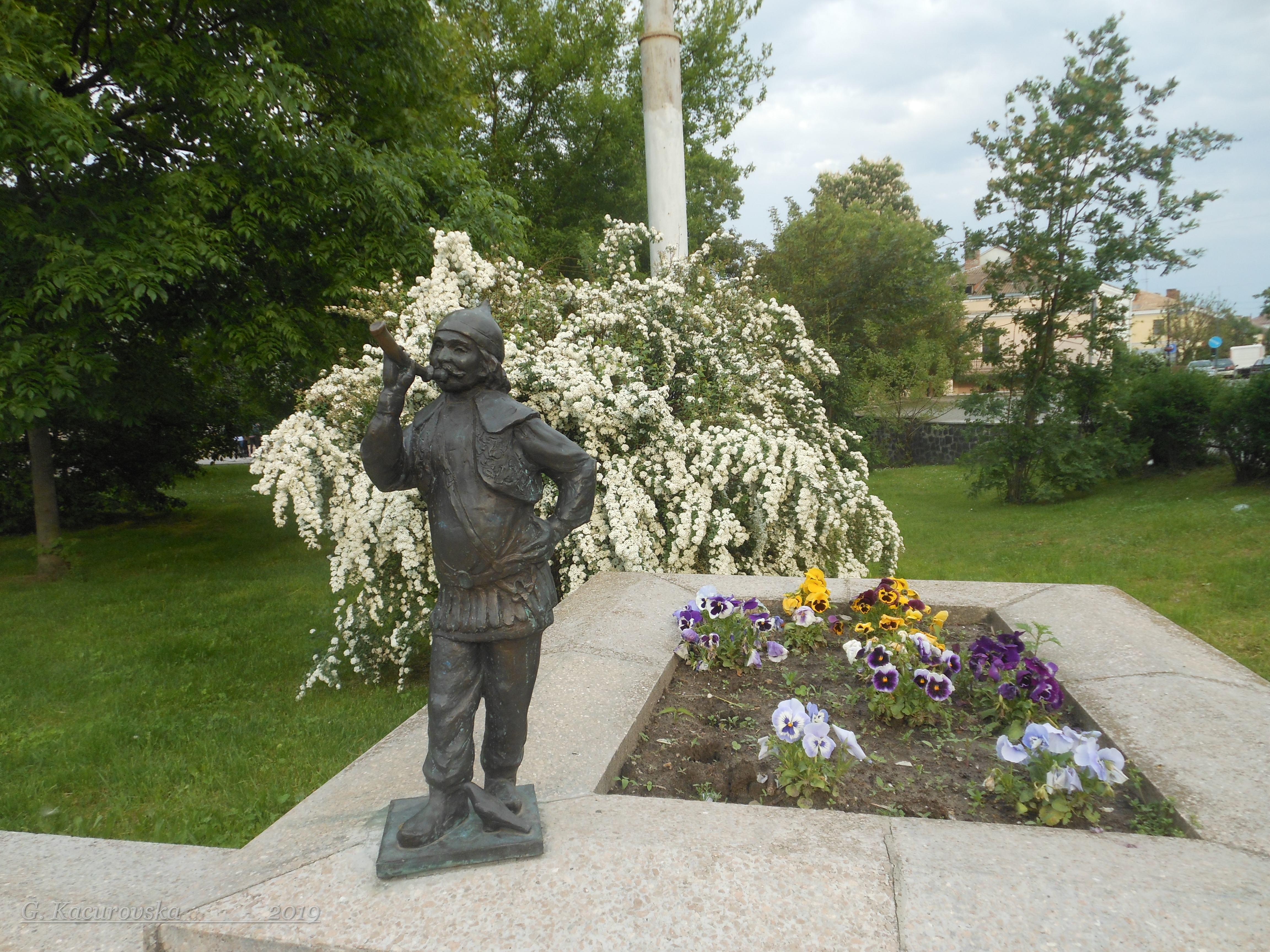
Кликун біля Братського мосту

Одним із символів сучасного Луцька є кликун. В епоху Середньовіччя кликуни повідомляли населенню найрізноманітнішу інформацію, а також стояли на нічній варті в замку та били на сполох у разі пожежі або нападу ворогів.
З 2015 року в Луцьку розпочато проєкт мініскульптур «Луцький кликун». Авторка фігур — львівська скульпторка Ніка Музичка. Мініскульптури встановлені біля міськради, біля головного корпусу Східноєвропейського національного університету імені Лесі Українки, біля замку Любарта, на Братському мосту, біля залізничного вокзалу, в зоопарку, на порогах кав'ярень. В 2019 ще дві скульптури встановлено на центральному майдані біля сонячного годинника та на стіні Палацу культури, а в 2020 встановили мінісульптури в сквері біля Театрального майдану та у Старому місті на ліхтарі навпроти будинку Косачів. Традиція продовжилася у 2022, коли в центральному парку встановили ще дві скульптури.
Кожен кликун отримав своє унікальне ім'я, обране шляхом онлайн-голосування.

### Історичні майдани та вулиці
- Вулиця Лесі Українки
- Вулиця Богдана Хмельницького
- Вулиця Данила Братковського
- Вулиця Данила Галицького
- Вулиця Кафедральна
- Вулиця Кривий Вал
- Вулиця Драгоманова
- Майдан Ринок
- Вулиця Галшки Гулевичівни
- Театральний майдан
- Вулиця Караїмська
- Вулиця Ковельська
- Вулиця Глушець
- Градний узвіз
- Вулиця Словацького
- Вулиця Шевченка
- Проспект Волі
- Вулиця Винниченка
- Вулиця Стрілецька
- Вулиця Шопена
- Проспект Василя Мойсея
- Вулиця Гнідавська
- Проспект Перемоги
- Вулиця Наливайка

## Нагороди
- Орден Трудового Червоного Прапора (1985 р., у зв'язку з 900-річчям з часу заснування міста Луцька)[127]

## З іменами «Луцьк»
- Танкер «Луцьк» (спущений на воду 12 вересня 1964 р.)[128]
- Корвет «Луцьк» (спущений на воду 22 травня 1993 р.)

## Цікаві факти

Вид на будинок-вулик

- У Луцьку розташований найдовший житловий будинок в світі. Він простягається по проспектах Соборності та Молоді й виходить на проспект Відродження. Має форму бджолиних стільників з секцій серії 87 під кутом 120 градусів. Довжина по осі — 1750 м, з урахуванням відгалужень — 2775 м. Збудований в 1968—1980 роках. У будівлі 88 під'їздів, які об'єднані в 38 адрес на двох вулицях[129]. Населення на початок 2014—2015 років — 9150 мешканців[130].
- 2 липня 2017 року в місті відкрито Галерею 4/8 (англ. 4/8 GALLERY) — галерею стрит-арту під відкритим небом, збудовану 2017 року українським меценатом Андрієм Покровським на території рекреаційного комплексу «City Park».
- Пам'ятник Андрієві Кузьменку — перший пам'ятник українському співакові, телеведучому, продюсерові, актору, солісту гурту «Скрябін» — Андрієві Кузьменку. Розташований в місті на території рекреаційної зони «City Park»[131].

## Міста-побратими
| - Греція, Патри - Грузія, Горі - КНР, Сянтань - Литва, Каунас - Литва, Таураге | - Литва, Тракай - Німеччина, Вюрцбург - Німеччина, Ліппе - Німеччина, Швайнфурт - Польща, Білосток | - Польща, Замостя - Польща, Люблін - Польща, Ольштин - Польща, Ряшів - Польща, Торунь | - Польща, Холм - Румунія, Алба-Юлія - Словаччина, Світ - США, Кент - Туреччина, Бандирма | - Україна, Волноваха - Чехія, Кийов |

## Цвинтарі міста Луцька
- Луцький міський цвинтар у с. Гаразджа
- Луцький міський цвинтар на вул. Рівненській
- Цвинтар на Черчичах-Кічкарівці
- Цвинтар по вул. Володимирській
- Цвинтар на Гнідаві
- Луцький єврейський цвинтар
- Луцький католицький цвинтар
- Луцький мусульманський цвинтар[132]